# Història de l'animació tradicional
La història de l'animació va començar molt abans que la cinematografia es desenvolupés com a tal. Els éssers humans probablement ja havien intentat representar el moviment en el Paleolític. Molt més tard, els jocs d'ombres i la llanterna màgica (des d'aproximadament 1659) oferien espectacles populars amb imatges projectades en una pantalla, que es movien com a resultat de la manipulació manual o de petits mecanismes. El 1833, el disc estroboscòpic, més conegut com fenaquistoscopi, va introduir els principis estroboscòpics de l'animació moderna, que, dècades més tard, també servirien de base per a la cinematografia. Entre 1895 i 1920, durant l'auge de la indústria cinematogràfica, es van desenvolupar diverses tècniques d'animació, com l'stop-motion amb objectes, titelles, argila o figures retallades, i l'animació dibuixada o pintada. L'animació dibuixada a mà, sobretot la pintada sobre cels, va ser la tècnica dominant durant la major part de segle XX i es va conèixer com animació tradicional (de vegades animació 2D).
Amb el canvi de mil·lenni, l'animació per ordinador va esdevenir la tècnica d'animació dominant a la majoria de llocs (encara que l'anime japonès i les produccions europees dibuixades a mà continuaren sent molt populars). L'animació per ordinador s'associa principalment amb una aparença tridimensional amb ombrejat detallat, tot i que s'han generat o simulat molts estils d'animació diferents amb els ordinadors. Algunes produccions poden ser reconegudes com animació Flash, però en la pràctica, l'animació per ordinador amb una aparença relativament bidimensional, contorns austers i poc ombrejat, es considerarà generalment com "animació tradicional". Així, per exemple, el primer llargmetratge realitzat per ordinador, sense càmera, va ser The Rescuers Down Under (1990), però el seu estil amb prou feines pot distingir-se de l'animació cel.
Aquest article detalla la història de l'animació que sembla dibuixada o pintada a mà, independentment de la tècnica subjacent.

## Primeres experiències de moviment en l'art

Dibuix de cinc imatges seqüencials pintades en un bol del jaciment de la Ciutat Cremada a l'Iran, a la fi de la meitat del tercer mil·lenni abans de Crist.

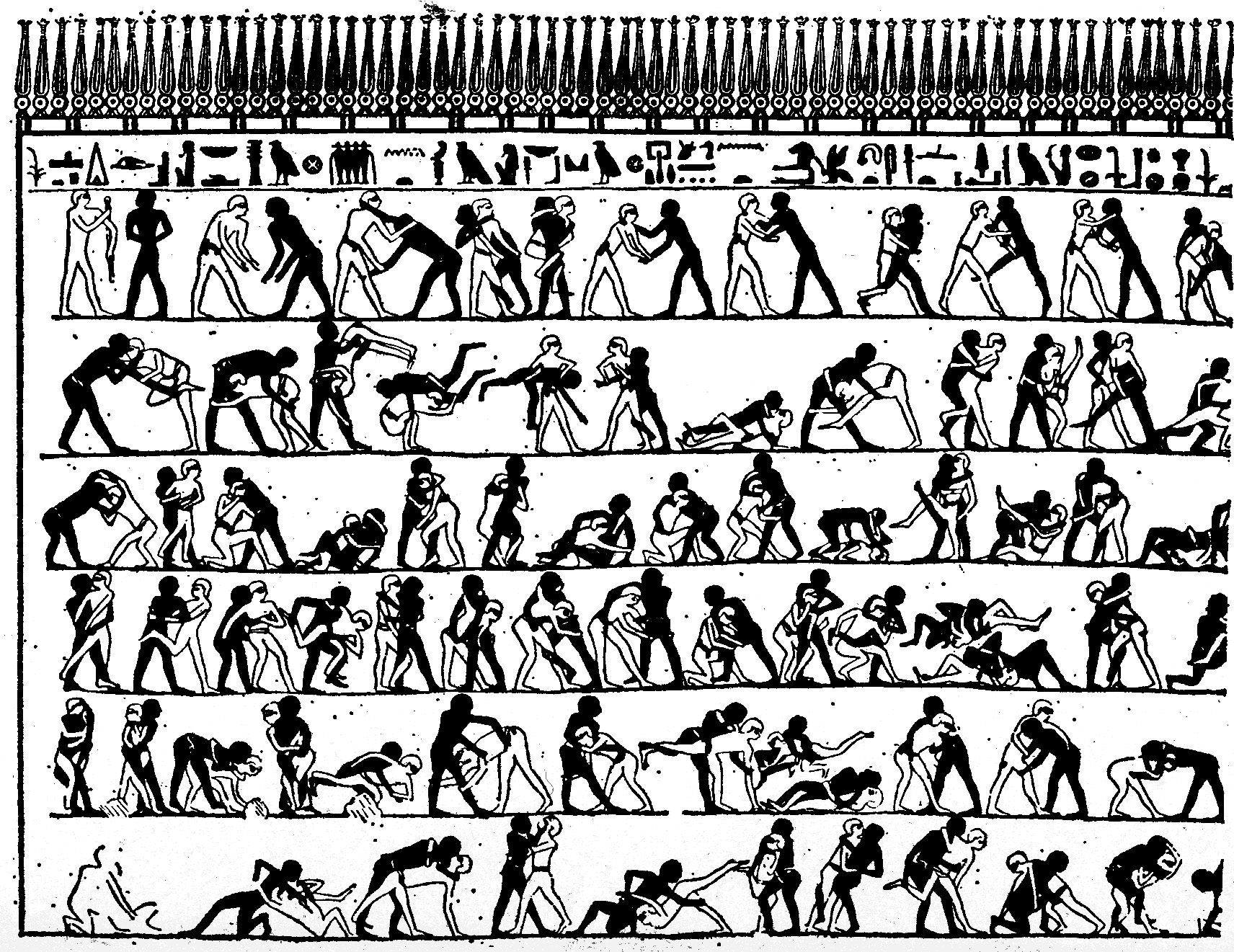
Dibuix d'un mural d'una cambra funerària egípcia, d'uns 4000 anys d'antiguitat, que mostra a lluitadors en acció.

Hi ha diversos exemples d'imatges seqüencials que es podrien considerar les primeres en semblar sèries animades de dibuixos. La majoria d'aquests exemples només permetrien una velocitat de fotogrames extremadament baixa en animar-les, la qual cosa donaria lloc a animacions curtes i tosques que no serien gaire realistes. No obstant això, és molt poc probable que aquestes imatges estiguessin pensades per ser vistes com una animació. És possible imaginar la tecnologia que podria haver-se utilitzat en els períodes de la seva creació, però no s'han trobat proves concloents en artefactes o descripcions. De vegades, s'argumenta que, aquestes primeres imatges seqüencials, són interpretades amb excessiva lleugeresa com a «precinematogràfiques», per persones acostumades al cinema, als còmics i a d'altres imatges seqüencials modernes. És incert que els creadors d'aquestes imatges preveiessin una cosa semblant. Una animació fluida necessita un desglossament adequat del moviment en imatges separades, d'instàncies molt curtes, la qual cosa, difícilment es podia imaginar abans dels temps moderns. El mesurament d'instàncies més curtes que un segon va ser possible per primera vegada amb instruments desenvolupats en la dècada de 1850.
Els primers exemples d’intents de capturar el fenomen del moviment, en un dibuix fix, es troben a les pintures rupestres del Paleolític, quan a vegades es representaven figures d'animals, amb potes múltiples, en posicions superposades o en sèries que es poden interpretar com un sol animal en diferents posicions. S'ha dit que, l'objectiu aquestes figures superposades, era una suposada forma d'animació a partir de la llum parpellejant de les flames d'un foc o d'una torxa que passava, il·luminant alternativament diferents parts de la paret de roca pintada i revelant les diferents parts del moviment.
També s'ha suggerit que les troballes arqueològiques de petits discs paleolítics, amb un forat al centre i dibuixos a banda i banda, podrien ser una mena de taumàtrop prehistòric que mostra moviment quan es gira amb una corda.
Un bol de ceràmica, de 5.200 anys, descobert a Xahr-i Sokhta, Iran, té cinc imatges seqüencials pintades al seu voltant, que semblen mostrar les fases d’una cabra que salta per picar un arbre.
Un mural egipci d’uns 4.000 anys d’antiguitat, trobat a la tomba de Khnumhotep al cementiri de Beni Hassan, presenta una llarguíssima sèrie d’imatges que aparentment representen la seqüència d’esdeveniments en un combat de lluita.
El fris del Partenó (cap al 400 aC) ha estat descrit com la representació de les fases resultants de l'anàlisi d'un moviment, estructurades rítmicament i melòdicament amb contrapunts com una simfonia. S'assegura que les parts formen una animació coherent si les figures es filmen imatge per imatge (fotograma per fotograma). Tot i que l'estructura segueix un continu espai espaciotemporal únic, té estratègies narratives.
El poeta i filòsof romà Lucreci (?94 aC – ?55 aC) va escriure al seu poema De rerum natura algunes línies que s'acosten als principis bàsics de l’animació: «... quan la primera imatge desapareix i després una segona apareix en una altra posició, la primera sembla que altera la seva posició. Per descomptat, cal suposar que això es produeix molt ràpidament: tan gran és la seva velocitat, tan gran és la reserva de partícules en qualsevol moment de sensació, per permetre el subministrament.» El poeta, però, es referia a imatges de somnis, més que a imatges produïdes per tecnologia real o imaginària.
El còdex medieval Sigenot (1470) té il·luminacions seqüencials, amb intervals relativament curts, entre les diferents fases de l'acció. Cada pàgina té una imatge dins d'un marc sobre el text, amb una gran consistència pel que fa a la mida i posició al llarg del llibre (amb una diferència de mida constant per als costats rectes i posteriors de cada pàgina).
Una pàgina de dibuixos de Leonardo da Vinci (1452 – 1519) mostra estudis anatòmics amb quatre angles diferents dels músculs de l'espatlla, el braç i el coll d'un home. Els quatre dibuixos es poden llegir com un moviment de rotació.
Els registres xinesos antics contenen diverses mencions de dispositius, inclosa una feta per l'inventor Ding Huan, que es diu que "dona una impressió de moviment" a una sèrie de figures humanes o animals, però aquests relats no són clars i només es poden referir al moviment real de les figures a través de l'espai.
Des d'abans de l'any 1000 de l'era cristiana, els xinesos tenien un fanal giratori on es projectaven, sobre els seus costats de paper prim, siluetes que semblaven que es perseguien les unes a les altres. Aquest fanal s'anomenava «llum de cavall de trot» (走馬燈), ja que les siluetes solien representar cavalls i genets. Les siluetes retallades es fixaven a l'interior de la llanterna, a un eix, amb un rotor de paletes de paper a la part superior, que girava gràcies a l'aire calent que sortia d'una làmpada. Algunes versions van afegir moviment addicional, amb els caps, peus o mans de les figures, articulats i impulsats per un filferro connectat transversalment.
Les volvelles tenen parts mòbils, però aquests i altres materials de paper que es poden manipular per moure’s no se solen considerar animació.

## Teatre d'ombres

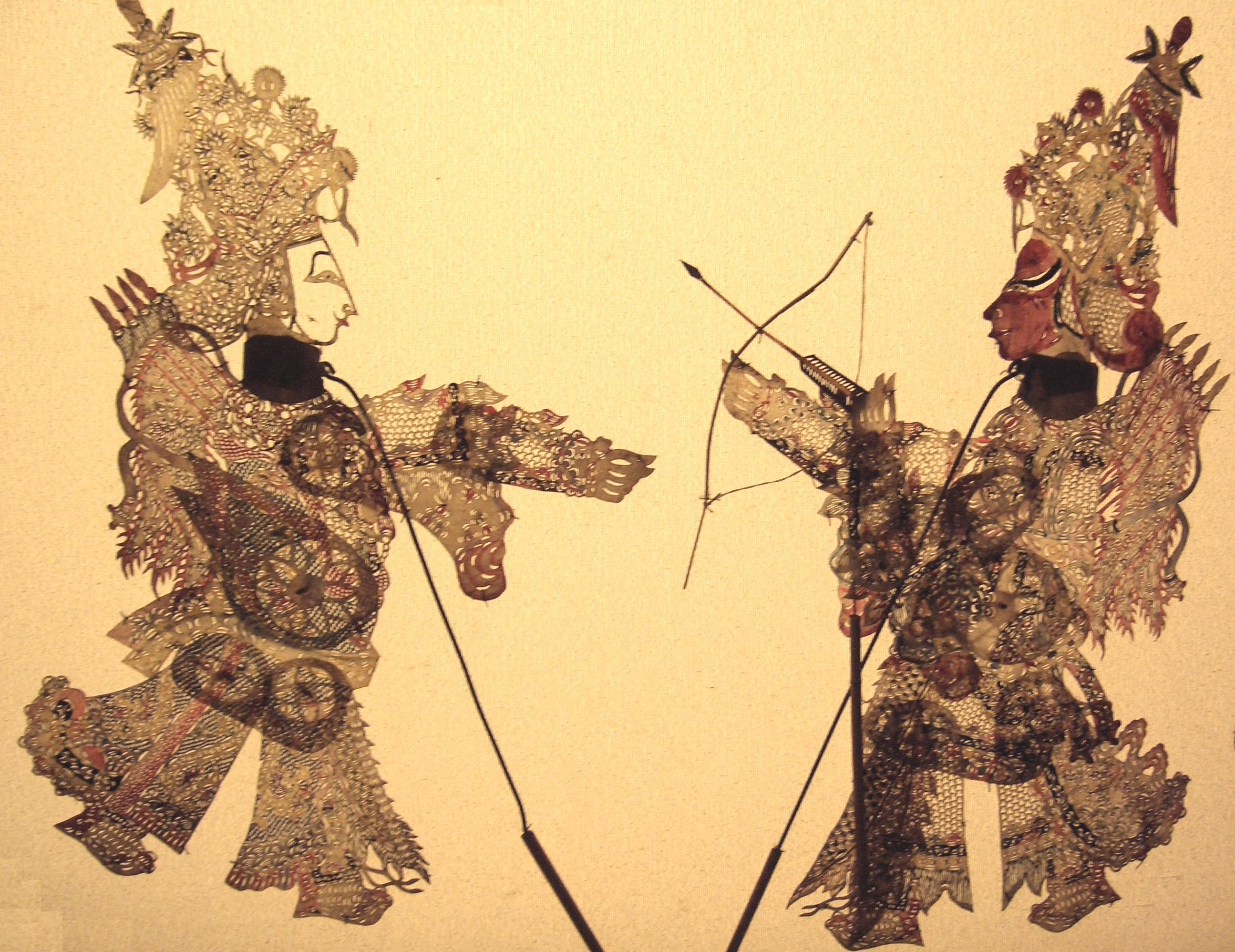
Figures del teatre d'ombres (1780).

El teatre d'ombres constitueix una forma d'expressió propera a l'animació. És tracta d'una forma d'entreteniment en la qual diverses figures es mouen per una pantalla, generalment seguint un guió, el qual es complementa amb diàlegs, sons i música. Les figures poden ser molt detallades i estar articulades. El més probable és que la primera projecció d'imatges es remunti a la prehistòria i a ombres fetes amb les mans o els cossos a prop d'una foguera. Aquest art evolucionaria cap a formes més refinades de titelles d'ombra, en particular, figures retallades articulades i planes que se sostenen entre una font de llum i una pantalla translúcida. Les formes de les titelles de vegades inclouen colors translúcids o altres tipus de detalls. La història de les titelles d'ombra és incerta, però semblaria haver començat a l'Àsia, probablement en el primer mil·lenni abans de Crist. Els registres més clars semblen remuntar-se a l'entorn de l'any 900 de l'era cristiana. Més tard es va estendre a l'Imperi Otomà i no sembla que hagués arribat a Europa abans del segle xvii. Es va fer popular a França a la fi de el segle xviii. Dominique Séraphin va començar els seus elaborats espectacles d'ombres el 1771 i els va representar fins a la seva mort el 1800. Els seus hereus van continuar fins que el teatre familiar va tancar el 1870. Séraphin utilitzava de vegades mecanismes de rellotgeria per a automatitzar l'espectacle. Al voltant de l'època en què es va desenvolupar la cinematografia, diversos teatres de Montmartre van mostrar elaborats i reeixits espectacles d'Ombres Chinoises. El famós Le Chat Noir va produir 45 espectacles diferents entre 1885 i 1896.

## La llanterna màgica

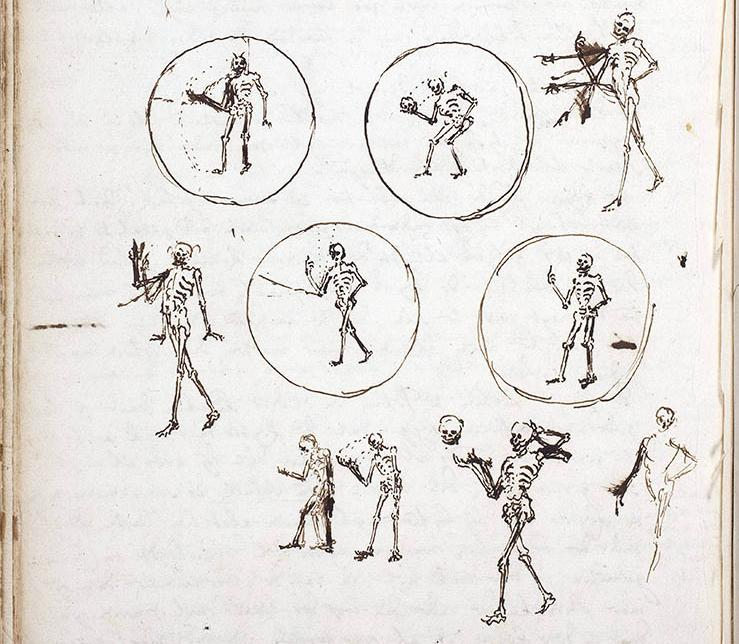
Apunts de Christiaan Huygens de 1659 per a una projecció de La Mort arrencant-se el cap

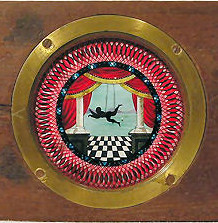
Diapositiva amb un trapecista fantoccini i un disseny de sanefes de cromatrop (?1880)

Les imatges en moviment es van projectar, probablement, a partir de 1659, amb la invenció, per Christiaan Huygens, de la llanterna màgica. Els seus esborranys per a les diapositives de la llanterna màgica, datats en aquest any, són els documents més antics que es coneixen sobre aquest aparell. Un esborrany encerclat representa a La Mort aixecant el braç, des dels dits dels peus fins al cap; un altre, la mostra movent el braç dret cap amunt i cap avall, des del colze i, un tercer, la representa arrencant-se el crani del coll i tornant-se'l a col·locar. Les línies de punts indiquen els moviments previstos.
Les tècniques per afegir moviment a les diapositives de vidre pintades, per a la llanterna màgica, es van descriure al voltant de 1700. En general, es tractava de diferents parts —per exemple, en el cas de La Mort, el braç o el crani— pintades, en una o diverses peces addicionals de vidre, que es movien a mà, o mitjançant petits mecanismes, a través d'una diapositiva fixa que mostrava la resta de la imatge. Alguns temes molt populars per a les diapositives mecàniques eren: les espelmes d'un molí de vent girant, una processó de figures, un home bevent i portant el got cap a la boca, un cap amb ulls mòbils, un nas que creix molt, rates saltant a la boca d'un home adormit, etc. Una diapositiva més complexa, del segle xix, mostrava els vuit planetes coneguts aleshores i els seus satèl·lits orbitant al voltant del sol. Dues capes d’ones, pintades sobre vidre, aconseguien crear una il·lusió convincent d’un mar en calma que es convertia en un mar tempestuós que sacsejava algunes embarcacions a l'augmentar la velocitat de manipulació de les diferents parts.
En 1770, Edmé-Gilles Guyot va projectar la imatge d'una llanterna màgica sobre fum creant una imatge transparent i brillant d'un fantasma que voletejava. Aquesta tècnica es va utilitzar en els espectacles de fantasmagoria que es van fer populars en diverses parts d'Europa, entre 1790 i la dècada de 1830. A més, es van desenvolupar altres tècniques per produir experiències fantasmagòriques convincents. La llanterna, per exemple, se sostenia amb la mà de manera que es podia moure la projecció a través de la pantalla —la qual solia ser una pantalla transparent, gairebé invisible— darrere de la qual operava el llanternista, ocult en la foscor. Un fantasma podia semblar que s'acostava al públic o que augmentava de mida, només apropant la llanterna a la pantalla o allunyant-la, de vegades, amb la llanterna en un carro sobre rails. Les llanternes múltiples feien que els fantasmes es moguessin de forma independent i s'utilitzaven ocasionalment per la superposició en la composició d'escenes complicades.
Un altre efecte era el de la transformació d'unes imatge en altres. Es van convertir en un espectacle de llanterna màgica molt popular, especialment a Anglaterra en les dècades de 1830 i 1840. En elles, per exemple, un paisatge canviava d'una versió hivernal a una variació primaveral o estiuenca, disminuint lentament la llum d'una versió mentre era introduïa la projecció alineada de l'altra diapositiva. Un altre ús mostrava el canvi gradual d'arbredes en catedrals.
Entre les dècades de 1840 i 1870 es van desenvolupar diversos efectes abstractes de llanterna màgica. Entre ells, el cromatrop, que projectava enlluernadors patrons geomètrics de colors fent girar dos discos de vidre pintats en direccions oposades.
Ocasionalment s'utilitzaven petites titelles d'ombra en espectacles de fantasmagoria. També es van produir comercialment diapositives de llanterna màgica amb figures articulades que es posaven en moviment mitjançant palanques, varetes fines o lleves i rodes helicoidals, les quals es van patentar el 1891. Una versió popular d'aquestes diapositives Fantoccini consistia en un mico que donava salts mortals amb els braços units a un mecanisme que li feia donar voltes amb els peus penjant. Les diapositives Fantoccini deuen el seu nom a la paraula italiana que designa els titelles o els saltimbanquis.

## L'animació abans del cinema

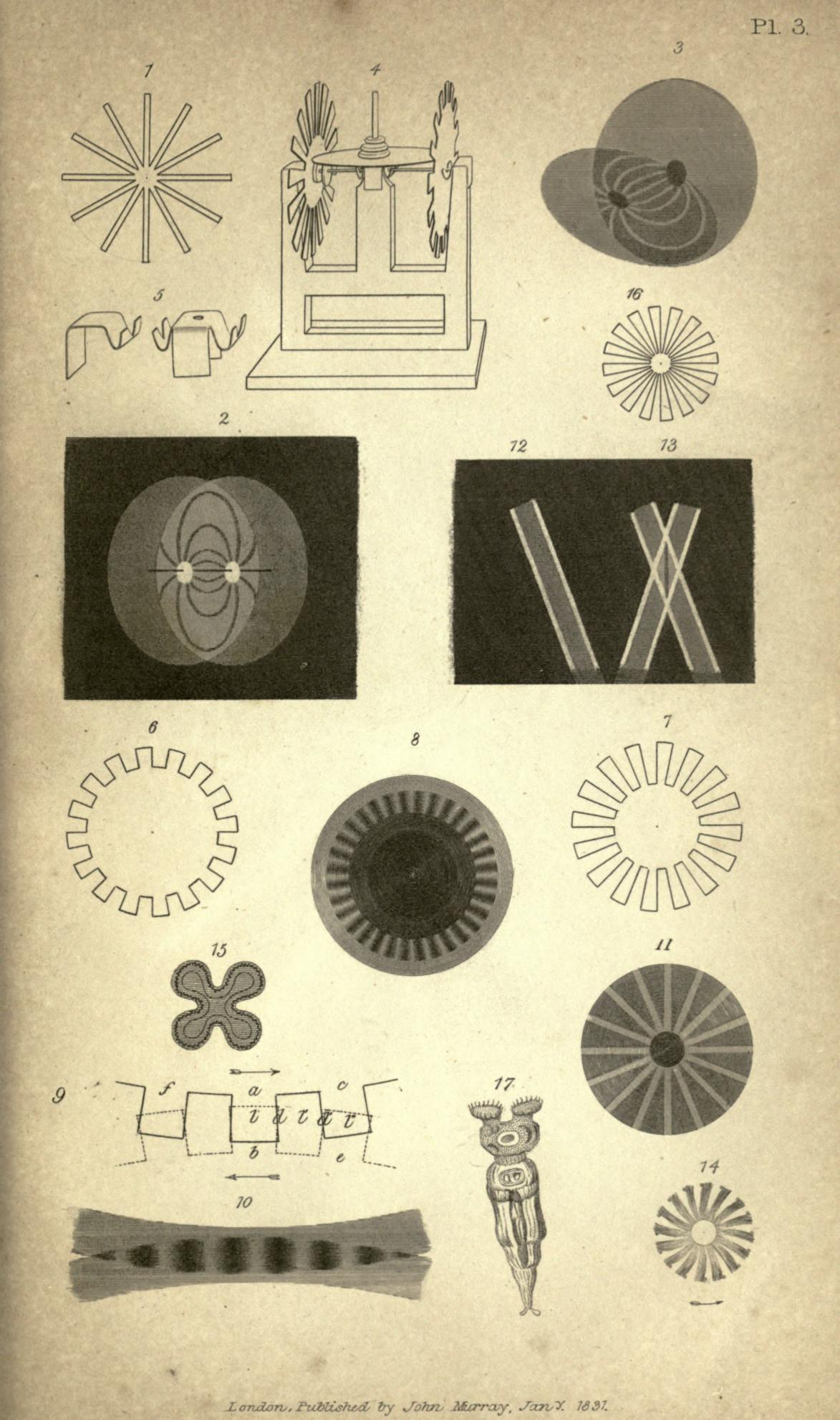
Il·lustracions dels experiments de Michael Faraday amb rodes giratòries amb engranatges o ràdios (1831)

GIF animat del disc estroboscòpic núm. X del professor Stampfer (Trentsensky & Vieweg 1833)

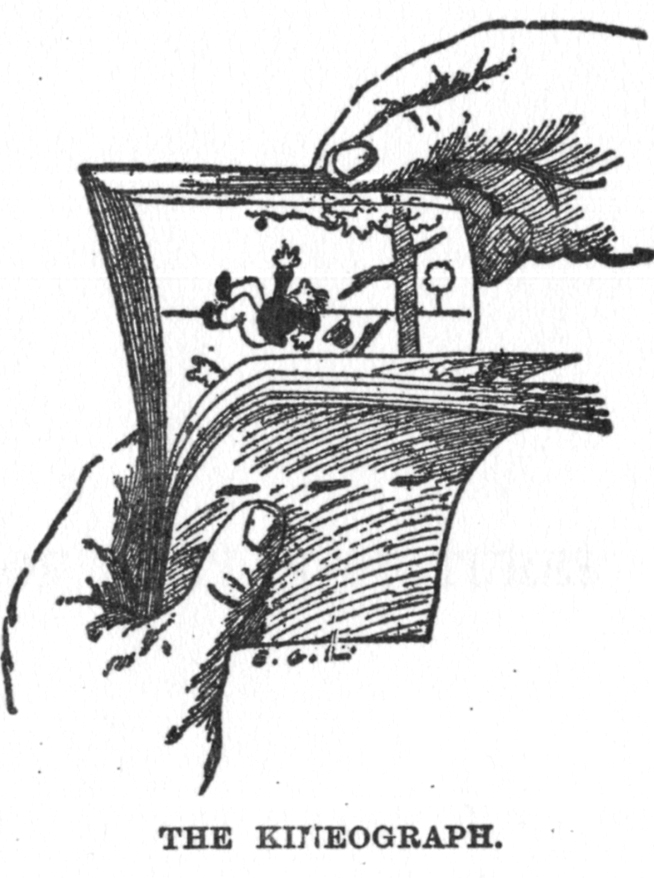
Una il·lustració de 1868 del kineògraf

Molt abans de l'aparició de cinema, es van introduir nombrosos aparells que mostraven amb èxit imatges animades. Aquests aparells s'utilitzaven per entretenir, sorprendre i de vegades fins i tot espantar la gent. La majoria d'aquests aparells no projectaven les seves imatges i només podien ser vistos per una o poques persones alhora. Es consideraven joguines òptiques més que dispositius per a una indústria d'entreteniment a gran escala. Molts d'aquests dispositius encara es construeixen per i per a estudiants de cinema que aprenen els principis bàsics de l'animació.

### Preludi
Un article del Quarterly Journal of Science, Literature, and The Arts (1821) va suscitar l’interès per les il·lusions òptiques de radis corbats en rodes giratòries vistes a través d’obertures verticals. El 1824, Peter Mark Roget va proporcionar detalls matemàtics sobre les curvatures que apareixien i va afegir l'observació que els radis semblaven immòbils. Roget va afirmar que la il·lusió es deu al fet que «una impressió feta per un feix de raigs a la retina, si és prou viva, romandrà durant un cert temps després que la causa hagi cessat». Això es va considerar més tard com la base per a la «teoria de la persistència de la visió» que explica el perquè veiem una pel·lícula com a moviment en lloc del flux successiu d'un seguit d'imatges fixes. Aquesta teoria s'ha descartat com a (únic) principi de l'efecte, des de 1912, però es manté en moltes explicacions de la història del cinema. No obstant això, els experiments i explicacions de Roget van inspirar altres investigacions, per exemple, les de Michael Faraday i Joseph Plateau que van evolucionar fins a la invenció de l'animació.

### Taumàtrop (1825)
L'abril de 1825, William Phillips, junt amb John Ayrton Paris, van fer públic i comercialitzar el primer taumàtrop, el qual es va convertir en una joguina popular. L'aparell consisteix en un petit disc de cartró amb una imatge dibuixada o pintada a cada una de les seves cares. Les imatges de cada un dels costats d'aquest disc semblen fondre's en una sola imatge combinada quan es fa girar ràpidament el disc per cordes o gomes lligades a ell. El taumàtrop sovint s'utilitza com a exemple del que s'ha anomenat «persistència de la visió», referint-se a l'efecte en el qual la impressió d'una sola imatge persisteix, encara que, en realitat, es presenten dues imatges diferents amb interrupcions. Encara que el taumàtrop també pot utilitzar-se per a fer una animació en dues fases, no es coneixen exemples, amb aquest efecte, fins molt després que el fenaquistoscopi establís els principis de l'animació.

### Fenaquistoscopi (1833)
El fenaquistoscopi (conegut així degut a una transcripció errònia del seu nom real: fenaquisticopi) va ser el primer aparell d'animació que utilitzava la substitució ràpida i successiva d'imatges seqüencials. Les imatges estan espaiades uniformement de forma radial al voltant d'un disc, amb petites obertures rectangulars a la vora del disc. L'animació es podia veure a través de les escletxes del disc giratori davant d'un mirall. Va ser inventat al novembre o desembre de 1832 pel físic belga Joseph Plateau i gairebé simultàniament pel matemàtic austríac Simon von Stampfer. Plateau va publicar per primera vegada el seu invent al gener de 1833. La publicació incloïa una làmina il·lustrativa d'un fantascopi amb 16 quadres que representaven a una ballarina fent piruetes. El fenaquistoscopi va tenir èxit com a nova joguina. Poc temps després de donar-lo a conèixer es van comercialitzar per a tot Europa molts jocs de discs estroboscòpics, els quals van rebre noms diferents: Fantascope (Plateau), The Stroboscope (Stampfer), Phénakisticope (editorial parisenca Giroux & Cie), etc.

### Zoòtrop (1833/1866)
El juliol del 1833, Simon Stampfer va descriure la possibilitat d'utilitzar el principi de l'estroboscopi en un cilindre (o també, en tires en bucle) en un fulletó que acompanyava la segona edició de la seva versió del fenaquistoscopi. El matemàtic britànic William George Horner va suggerir una variació cilíndrica del fenaquistoscopi de Plateau al gener de 1834. Horner va planejar publicar aquest Dædaleum amb l'òptic King, Jr a Bristol, però es va trobar amb algun impediment, probablement, en esbossar les figures.
El 1865, William Ensign Lincoln va dissenya el zoòtrop definitiu, amb tires d'imatges fàcilment reemplaçables. Aquest nou zoòtrop, tenia també un disc de paper il·lustrat, a la base, que no sempre es va aprofitar en les versions produïdes comercialment. Lincoln va concedir la llicència del seu invent a Milton Bradley and Co., companyia que va anunciar la seva distribució, per primera vegada, el 15 de desembre de 1866.

### Foliscopi (kineògraf) (1886)
John Barnes Linnett va patentar el primer bloc de fulls animat el 1886 amb el nom de kineògraf. Un bloc de fulls animat, kineògraf o foliscopi, és un petit llibre o bloc amb pàgines relativament elàstiques, cadascuna de les quals té una sèrie d'imatges animades situades a prop de la seva vora no enquadernada. La persona interessada doblega totes les pàgines cap enrere, normalment amb el polze, i després, mitjançant un moviment gradual de la mà, permet que s'alliberin d'una en una. Igual que amb el fenaquistoscopi, el zoòtrop i el praxinoscopi, la il·lusió de moviment es crea mitjançant l'aparent substitució sobtada de cada imatge per la següent de la sèrie, però, a diferència d'aquests altres invents, no cal un obturador que interrompi la visió ni un conjunt de miralls, i no és absolutament necessari cap dispositiu de visualització, que no siguin les pròpies mans que activen el dispositiu. Les primeres animadores i animadors cinematogràfics van citar sovint els foliscopis com la seva primera inspiració, preferint-los a d'altres dispositius anteriors, que no arribaren a un públic tan ampli.
Els dispositius més antics per la seva naturalesa limiten severament el nombre d'imatges que es poden incloure en una seqüència, a no ser que el dispositiu fos molt gran o les imatges fossin massa petites. El format del llibre o bloc animat imposa un límit físic, tot i que es poden incloure fàcilment varies desenes d'imatges de mida ampla. Els inventors van estendre, fins i tot, aquest límit amb el mutoscopi, patentat el 1894. El mutoscopi consisteix en un gran foliscopi enquadernat circularment en una carcassa, amb una lent de visualització i una maneta que acciona un mecanisme que fa girar lentament el conjunt de les imatges, dimensionat així perquè la duració coincideixi amb el temps de funcionament de tota una bobina de pel·lícula.

### Praxinoscopi (1877)
L'inventor francès Charles-Émile Reynaud va desenvolupar el praxinoscopi el 1876 i va patentar-lo el 1877. Era similar a el zoòtrop, però en lloc de escletxes en el cilindre tenia dotze miralls rectangulars col·locats uniformement al voltant del centre del cilindre. Cada mirall reflectia una imatge de la tira d'imatges col·locada al davant, a la paret interior del cilindre. Al girar, el praxinoscopi mostrava les imatges seqüencials una a una, donant lloc a una animació fluida. El praxinoscopi permetia una visió molt més clara de la imatge en moviment en comparació amb el zoòtrop, ja que les imatges del zoòtrop quedaven majoritàriament enfosquides pels espais entre les escletxes. El 1879, Reynaud va registrar una modificació de la patent del praxinoscopi per incloure el Praxinoscope Théâtre, que utilitzava l'efecte fantasma de Pepper per presentar les figures animades sobre un fons intercanviable. Les millores posteriors van incloure el Praxinoscope à projection (comercialitzat des de 1882), que utilitzava una llanterna màgica doble per projectar les figures animades sobre una projecció fixa d'un fons.

### Zoopraxiscopi (1879)
Eadweard Muybridge va fer pintar al voltant de 70 de les seves famoses seqüències cronofotogràfiques en discos de vidre per al projector zoopraxiscòpic, el qual va utilitzar en les seves conferències populars entre 1880 i 1895. En la dècada de 1880, les imatges es van pintar sobre el vidre amb contorns foscos. Els discos posteriors, fabricats entre 1892 i 1894, tenien contorns, dibuixats per Erwin F. Faber, que s'imprimien fotogràficament en el disc i després s'acolorien a mà, però probablement mai es van utilitzar en les conferències. Les figures pintades es van transposar en gran part a partir de les fotografies, però es van fer moltes combinacions fantàstiques i de vegades s'hi van afegir elements imaginaris.

### Quinetoscopi (1889)
Una trobada amb el treball i les idees del pioner de la fotografia Eadweard Muybridge sembla haver estimulat a Thomas Alva Edison a perseguir el desenvolupament d'un sistema d'imatge en moviment. El 25 de febrer de 1888, en Kaust, Kentucky, Muybridge va donar una conferència que podria haver inclòs una demostració del seu zoopraxiscòpic. Les instal·lacions de l'empresa d'Edison estaven molt a prop, i a la conferència possiblement van assistir tant Edison com el fotògraf oficial de la seva empresa, William Dickson. Dos dies més tard, Muybridge i Edison es van reunir al laboratori d'Edison a West Orange. Muybridge va descriure més tard com va proposar una col·laboració per unir el seu dispositiu amb el fonògraf d'Edison: un sistema combinat que reproduís so i imatges simultàniament. No es va dur a terme aquesta col·laboració, però a l'octubre de 1888, Edison va presentar una reclamació preliminar, coneguda com caveat, a l'oficina de patents dels Estats Units, en què anunciava els seus plans de crear un dispositiu que fes «per l'ull el que el fonògraf fa per l'oïda». És clar que la seva intenció era formar part d'un sistema audiovisual complet. Al març de 1889, es va presentar una segona advertència, en la qual el dispositiu d'imatge en moviment proposat rebia un nom, quinetoscopi, derivat de les arrels gregues kineto- (moviment) i scopos (veure).

## 1888–1908. Primeres pel·lícules animades

### Teatre òptic
Charles-Émile Reynaud va seguir desenvolupant el seu praxinoscopi de projecció fins a inventar l'anomenat Théâtre Optique, amb imatges transparents, de colors, pintades a mà damunt una llarga tira perforada enrotllada entre dues bobines. L'invent es va patentar el desembre de 1888. Des del 28 d'octubre de 1892 fins al març de 1900, Reynaud va oferir més de 12.800 espectacles, amb un total de més de 500.000 visitants, al Museu Grévin de París. La seva sèrie Pantomimes Lumineuses, consistia en un conjunt de pel·lícules animades, cadascuna d'elles d'entre 300 i 700 fotogrames, manipulades cap endavant i cap enrere, i amb una durada de 10 a 15 minuts per pel·lícula. Una escena de fons es projectava per separat. La música de piano, les cançons i alguns diàlegs s'interpretaven en directe, mentre que alguns efectes de so es sincronitzaven amb un electroimant. El primer programa incloïa tres pel·lícules de dibuixos animats: Pauvre Pierrot ((1892), Un bon bock (1892), perduda després d'un temps, i Le Clown et ses chiens (1892), igualment perduda. Més tard, els títols Autour d'une cabine (1894) i A rêve au coin du feu formarien també part de les representacions.

### Pel·lícula d'imatge estàndard
Tot i l'èxit de les pel·lícules de Reynaud, va passar temps abans que l'animació s'adaptés a la indústria cinematogràfica —la qual va iniciar el seu recorregut després de la introducció del cinematògraf dels germans Lumière, el 1895. Les primeres pel·lícules de fantasia i transformacions de Georges Méliès, estrenades entre 1896 i 1913, ocasionalment, van incloure l'animació, amb efectes de «pas de maneta» (en anglès: stop trick), accessoris pintats o criatures pintades que es movien davant de fons pintats —la majoria de les vegades utilitzant cables— i la coloració de la pel·lícula a mà. Méliès també va popularitzar el truc de parada, amb un únic canvi realitzat en l'escena entre preses, que ja s'havia utilitzat en The Execution of Mary Stuart, d'Edison, el 1895, i que probablement va conduir al desenvolupament de l'animació stop-motion alguns anys després. Sembla que fins al 1906 no es van projectar pel·lícules d’animació als cinemes. Val a dir que la datació de les primeres pel·lícules animades és discutida. A més, altres pel·lícules que podien haver utilitzat stop-motion o altres tècniques d'animació s'han perdut, de manera que no es poden comprovar amb exactitud les dates de les primeres experiències en aquest camp.

#### Pel·lícula d'animació impresa
El 1897 el fabricant alemany de joguines Gebrüder Bing ja havia construït un primer prototip del seu cinematògraf. El mes de novembre de 1898 van presentar aquest prototip de projector de pel·lícules de joguina, possiblement el primer de la seva classe, en un festival de joguines a Leipzig. Aviat altres fabricants de joguines, com Ernst Plank o Georges Carette, van començar a vendre aparells similars. A la mateixa època, l'empresa francesa Lapierre va comercialitzar un projector molt similar. Els cinematògrafs de joguina eren llanternes màgiques de joguina adaptades amb una o dues bobines petites que utilitzaven pel·lícula de 35 mm estàndard amb perforació Edison. Aquests projectors estaven destinats al mateix tipus de mercat de joguines —d'entreteniment domèstic — que la majoria d'aquests fabricants ja proporcionaven amb praxinoscopis i llanternes màgiques de joguina. A part de les pel·lícules d'acció real, relativament cares, els fabricants produïen moltes pel·lícules, més barates, mitjançant la impressió de dibuixos litografiats. Aquestes animacions, en els inicis, probablement des de 1898 o 1899, es feien en blanc i negre, però, a tot tardar, el 1902 es van començar a fer en color. Les imatges es calcaven sovint de pel·lícules d'acció real (de forma molt semblant a com es faria posteriorment amb la tècnica de la rotoscòpia). Les pel·lícules, molt curtes, mostraven una acció simple i repetitiva i es creaven per ser projectades en bucle, és a dir, per reproduir-se infinitament amb els extrems de la pel·lícula junts. El procés de litografia i el format de bucle segueixen la tradició establerta pel zoòtrop i el praxinoscopi.
El curt Katsudo Shashin, d'un creador desconegut, va ser descobert el 2005 i s'especula que és l'obra més antiga d'animació del Japó. Natsuki Matsumoto, un expert en iconografia de la Universitat d'Arts d'Osaka i l'historiador de l'animació Nobuyuki Tsugata van determinar que la pel·lícula va ser realitzada molt probablement entre 1907 i 1911. la pel·lícula consisteix en una sèrie d'imatges de dibuixos animats en cinquanta fotogrames d'una tira de cel·luloide i té una durada de tres segons a setze fotogrames per segon. Representa a un jove amb vestit de mariner que escriu els caràcters kanji: 活動 写真 —Katsudo Shashin, o «imatge en moviment». Després, el jove es gira envers l'espectador, es treu el barret i saluda. Les proves suggereixen que el curt va ser produït massivament per a ser venut als propietaris adinerats de projectors domèstics. Segons Matsumoto, la qualitat relativament pobra i la tècnica d'impressió de baixa tecnologia indiquen que probablement la productora era una companyia cinematogràfica petita.

#### J. Stuart Blackton
J. Stuart Blackton va ser un cineasta britànic-estatunidenc, cofundador dels estudis Vitagraph i un dels primers a utilitzar l'animació en les seves pel·lícules. La seva obra The Enchanted Drawing (1900) es pot considerar com la primera pel·lícula gravada en pel·lícula cinematogràfica estàndard que inclou elements d'animació, encara que es tracti només d'uns pocs fotogrames. La pel·lícula mostra a Blackton fent esborranys ràpids en una pissarra: un rostre, un cigar, una ampolla de vi i una copa. La cara dibuixada canvia d'expressió quan Blackton aboca el vi a la boca del personatge i quan Blackton li agafa el cigar. La tècnica utilitzada en aquesta pel·lícula era bàsicament el truc de la parada (en anglès: stop trick), segons el qual l'efecte del moviment s'aconsegueix amb la substitució d'un dibuix per un altre similar amb petites modificacions. En algunes escenes, l'ampolla i el got dibuixats, van ser substituïts per objectes reals. Possiblement, Blackton havia utilitzat la mateixa tècnica en una pel·lícula perduda de 1896.
La pel·lícula de Blackton de 1906, Humorous Phases of Funny Faces, sol considerar-se l'animació dibuixada més antiga que es coneix en pel·lícula cinematogràfica estàndard. Presenta una seqüència de dibuixos pintats amb guix damunt una pissarra que mostren dues cares, les quals canvien d'expressió, i el fum d'un cigar; així com dues seqüències que presenten un personatge retallat amb el qual s'aconseguiex crear una animació amb un moviment més fluid.
L'ús que Blackton va fer de l'stop-motion a The Haunted Hotel (1907) va ser molt influent.

#### Émile Cohl
L'artista francès Émile Cohl va crear la primera pel·lícula d'animació que va utilitzar el que es coneixeria més tard com a «mètodes d'animació tradicional»: Fantasmagorie (1908). La pel·lícula consistia, bàsicament, en la figura d'un personatge, dibuixat amb línies de pal, que es desplaçava i trobava tota mena d'objectes que es transformaven, com ara, una ampolla de vi que es convertia en una flor. També hi havia seccions d'acció real en què les mans de l'animador (el mateix Cohl) entraven en escena. La pel·lícula es va crear dibuixant cada fotograma en paper i després rodant cada fotograma en pel·lícula negativa, cosa que donava a la imatge un aspecte molt semblant al guix sobre pissarra. Més tard, el 1912, Cohl es va traslladar a Fort Lee, Nova Jersey, prop de Nova York, on va treballar per a l'estudi francès Éclair i on va difondre la seva tècnica d'animació als Estats Units.

## Anys 10: dels artistes originals als estudis de producció en cadena

### Winsor McCay
Winsor McCay ja era un dibuixant d'èxit, conegut per les seves publicacions en premsa, quan el 1911 va realitzar el seu primer curt, protagonitzat per Little Nemo, el seu personatge més popular. Un altre dels seus curts, de 1914, Gertie the Dinosaur, va ser un exemple primerenc pel que fa al desenvolupament de personatges en l'animació dibuixada. També va ser la primera pel·lícula que va combinar imatges d’acció en viu amb animació. McCay feia un espectacle en el que es col·locava al costat de la pantalla i parlava amb Gertie, el qual responia amb una sèrie de gestos. Al final de la pel·lícula, McCay caminava darrere de la pantalla de projecció, sent substituït per una imatge pregravada d'ell mateix entrant a la pantalla, pujant a l'esquena del dinosaure dibuixat i sortint fora del quadre. McCay va dibuixar ell mateix gairebé tots els dibuixos de les seves pel·lícules. Altres títols notables de McCay són How a Mosquit Operates (1912) i The Sinking of the Lusitania (1918).

### Cartoon Film Company - Buxton i Dyer
Entre 1915 i 1916, Dudley Buxton i Anson Dyer van produir una sèrie de 26 dibuixos animats, durant la Primera Guerra Mundial, on utilitzaven principalment figures retallades, publicades com a John Bull's animated sketchbook. Els episodis incloïen el bombardeig de «Scarborough» per cuirassats alemanys i «The Sinking of the Lusitania» (juny de 1915), animació núm. 4 de la sèrie John Bull's animated sketchbook.

### Barré Studio
Durant la dècada del 1910, els estudis d'animació que realitzaven produccions a gran escala es van convertir en un model industrial i artistes com McCay van desaparèixer de la vista del públic.
Aproximadament, en el 1913 Raoul Barré va desenvolupar un sistema de clavilles que facilitava l'alineació dels dibuixos, perforant dos forats a sota de cada dibuix, de manera que permetia col·locar els dibuixos en dos passadors fixos. També va inventar la tècnica d'slash and tear, per no haver de dibuixar el fons complet ni altres parts immòbils per a cada escena. Les parts on calia canviar alguna cosa, d'un fotograma al següent, es retallaven acuradament i s'emplenaven amb el canvi necessari. Barré havia començat la seva carrera d’animació als estudis Edison. El 1914, però, va fundar un dels primers estudis de cinema dedicats exclusivament a l’animació, inicialment amb Bill Nolan. Barré Studio va tenir un èxit considerable amb la producció de l’adaptació de la popular tira còmica Mutt and Jeff (1916-1926). L'estudi va donar feina a diversos animadors que, més tard, desenvoluparien carreres notables en l'àmbit del cinema d'animació, com ara, Frank Moser, Gregory La Cava, Vernon Stallings, Tom Norton o Pat Sullivan.

### Bray Productions
El 1914, John Bray va obrir els seus propis estudis, anomenats Bray Productions. Aquests estudis varen revolucionar el cinema d'animació de l'època. Earl Hurd, un dels empleats de Bray, va patentar la tècnica cel d'animació. Això implicava animar objectes en moviment sobre fulls transparents de cel·luloide. Els animadors, aleshores, fotografiaven els fulls sobre una imatge de fons fixa per generar la seqüència d’imatges. Això, així com l'ús innovador de Bray del mètode de la línia de muntatge, va permetre a Bray Productions crear Colonel Heeza Liar, la primera sèrie d'animació. Molts aspirants a dibuixants van començar la seva carrera professional amb Bray, inclosos Paul Terry (creador de Heckle and Jeckle), Max Fleischer (creador de Betty Boop i Popeye) o Walter Lantz (creador de Woody Woodpecker). Bray Productions va funcionar des de l'any 1914 fins al 1928. Algunes de les primeres estrelles de dibuixos animats dels estudis Bray van ser Farmer Al Falfa (de Paul Terry) i Bobby Bumps (d'Earl Hurd).

### Hearst's International Film Service
El magnat dels diaris William Randolph Hearst va fundar International Film Service el 1916. Hearst va atraure a la majoria dels animadors que havien treballat a Barré Studio i va posar a Gregory La Cava al capdavant de l'estudi, com a director. La companyia va produir adaptacions de les historietes que apareixien als diaris de Heart, d’una manera bastant limitada, donant només un petit moviment als personatges mentre es feien servir principalment els globus de diàleg per explicar la història. La sèrie més notable és Krazy Kat, probablement, el primer de molts personatges animats de gats antropomorfs i d'altres animals divertits. L'estudi va tancar el 1918, però, en la seva curta història, va donar feina a alguns nous talents, com ara, Vernon Stallings, Ben Sharpsteen, Jack King, John Foster, Grim Natwick, Burt Gillett o Isadore Klein.

### Fleischer Studios
El 1915, Max Fleischer va sol·licitar una patent (concedida el 1917) per a una tècnica que es va conèixer com a rotoscòpia: el procés d'utilitzar enregistraments de pel·lícules d'acció en directe, com a punt de referència, per crear moviments animats realistes més fàcilment. La tècnica es va utilitzar sovint a la sèrie Out of the Inkwell (1918-1929), realitzada inicialment a Bray Productions i més tard a d'altres estudis. La sèrie es va inspirar en unes primeres imatges experimentals rotoscòpiques de Dave Fleischer actuant com a pallasso, a partir de les quals veuria la llum un personatge molt popular, conegut com a Koko el pallasso.

### Fèlix el gat
El 1919, Otto Messmer, dels estudis Pat Sullivan, va crear el personatge del gat Fèlix. Pat Sullivan, el cap de l'estudi es va endur tot el mèrit de Fèlix, una pràctica habitual en els primers dies de l'animació d'estudi. Els curtmetratges sobre les aventures d'aquest gat van ser distribuïts pels estudis Paramount amb el títol de Félix the cat i van atreure a un gran públic, amb la qual cosa, el gat Fèlix es va acabar convertint en un dels personatges de dibuixos animats més reconeguts de la història del cinema.

### Quirino Cristiani: els primers llargmetratges animats
El primer llargmetratge d'animació conegut va ser El Apóstol de Quirino Cristiani, estrenat el 9 de novembre de 1917 a l'Argentina. Aquesta exitosa sàtira de 70 minuts va utilitzar una tècnica de retall de cartró, segons els informes, amb 58.000 fotogrames a 14 fotogrames per segon. El següent llargmetratge de Cristiani, Sin dejar rastros, es va estrenar el 1918, però no va rebre cap ressò de la premsa, amb la qual cosa va tenir molt poc públic. A més, la pel·lícula va ser confiscada per la policia, per motius diplomàtics. Cap dels llargmetratges de Cristiani s'ha pogut conservar.

## Anys 20: cinema absolut, transició al so sincronitzat i ascens de Disney

### El cinema absolut
A principis de la dècada de 1920, el moviment del cinema absolut —amb artistes com Walter Ruttmann, Hans Richter, Viking Eggeling i Oskar Fischinger— va realitzar breus animacions abstractes que van resultar influents. Encara que algunes obres posteriors d'animació abstracta, com les de Len Lye i Norman McLaren, van ser molt apreciades, el gènere va seguir sent en gran manera una forma d'art avantguardista relativament fosc, mentre que influències directes o idees similars van aparèixer ocasionalment en l'animació convencional (per exemple, a la «Tocata i fuga en re menor» de Fantasia (1940) de Walt Disney —en la qual va col·laborar originalment Fischinger, fins que el seu treball va ser rebutjat, i que, a més, es va inspirar, en part, en les obres de Lye— i a The Dot and the Line (1965) de Chuck Jones).

### Els primers sons sincronitzats:Song Car-TunesiAesop 's Sound Fables
De maig de 1924 a setembre de 1926, els estudis Inkwell, de Dave i Max Fleischer, van produir dinou episodis de dibuixos animats sonors, els quals formaven part de la sèrie Song Car-Tunes, utilitzant el procés conegut com Phonofilm, un sistema de so sobre pel·lícula. La sèrie va introduir una bola que rebotava per damunt de la lletra de les cançons, proyectades a la pantalla, per guiar el públic a cantar al ritme de la música. My Old Kentucky Home, de juny de 1926, va ser probablement la primera pel·lícula d'animació que va incloure una mica de diàleg sincronitzat, amb una primera versió de Bimbo que deia: "Seguiu la pilota, i uniu-vos, tots". El personatge de Bimbo es va desenvolupar encara més en els Talkartoons de Fleischer (1929-1932).
«Dinner Time» de Paul Terry, de la seva sèrie Faules d'Isop (1921-1936), es va estrenar l'1 de setembre de 1928 amb una banda sonora sincronitzada amb el diàleg. El nou propietari de l'estudi, Van Beuren, va instar Terry a afegir la novetat en contra dels seus desitjos. Encara que la sèrie i el seu personatge principal, el granger Al Falfa, havien estat populars, el públic no va quedar impressionat per aquest primer episodi amb so.

### Lotte Reiniger
Die Abenteuer des Prinzen Achmed (1926) és un llargmetratge d'animació, el més antic que s'ha aconseguit conservar, dirigit per l'alemanya Lotte Reiniger i el seu marit Carl Koch, En la seva realització es va utilitzar una pel·lícula acolorida. Walter Ruttmann va crear els efectes visuals del fons, el col·laborador franc-hongarès Berthold Bartosch i, junt amb Reiniger, van crear l'efecte de profunditat de camp, col·locant els elements escenogràfics i les figures en diversos nivells de plaques de vidre, amb la il·luminació des de baix i la càmera en vertical. Més tard, una tècnica similar va esdevenir la base de la càmera multiplano. Aquesta pel·lícula no ha estat traduida al català.

### El primer Disney: Laugh-O-Grams, Alicia, Oswald y Mickey
Entre 1920 i 1922, els dibuixants Walt Disney, Ubbe Iwwerks i Fred Harman van treballar a la Slide Company (aviat rebatejada com Kansas City Film Ad Company), la qual produïa anuncis amb figures retallades animades. Disney i Ubbe van estudiar la cronofotografia de Muybridge i l’únic llibre sobre animació a la biblioteca local i Disney va experimentar amb tècniques d’animació dibuixades al garatge dels seus pares. Junts, van poder aportar algunes innovacions a l'empresa, però el seu cap no va voler abandonar la tècnica d'animació amb figures retallades, ja que hi confiava plenament. Els experiments casolans de Disney van donar lloc a una sèrie que satiritzava els temes locals de l'època i que Disney, el 1921, va aconseguir vendre al propietari dels cinemes Newman Theatres, en forma d'episodis setmanals, amb el nom Newman Laugh-O-Grams. Tot i que Disney va signar l’acord, va oblidar incloure un marge de benefici, però estava content que algú pagués el seu experiment i així poder guanyar renom local a partir de les projeccions. Aleshores, el jove Disney tenia 19 anys. Disney també va crear el seu primer personatge habitual, el Professor Whosis, que apareixia en anuncis públics humorístics que li encarregava Newman.
Disney i Harman van crear el seu propi estudi, Kaycee Studio, experimentant amb pel·lícules reproduïdes al revés, però els seus esforços per guanyar diners amb anuncis publicitaris i imatges de notícies no van ser molt fructífers i Harman va abandonar el projecte el 1922. Mitjançant un anunci en un diari, Disney va contactar i contractar a Rudolph Ising, a canvi d’ensenyar-li els secrets de l’animació. Amb l’ajut d’Ising i inspirat en les Aesop's Fables de Terry, Disney va iniciar una sèrie de dibuixos animats de contes de fades modernitzats de set minuts de duració i també una nova sèrie satírica d’actualitat anomenada Lafflets. Després de dos episodis de contes de fades, Disney va deixar la seva feina a Film Ad i va crear els estudis Laugh-O-Gram Films, Inc. amb l'ajuda d'alguns inversors. A Laugh-O-Grams encara va produir cinc episodis més de la sèrie de contes de fades, amb la col·laboració d'animadors, com ara, Iwerks, el germà de Fred, Hugh Harman i Carman Maxwell i també el curtmetratge Tooth Tommy Touck, el 1922. Aquests projectes no van aconseguir l'èxit esperat i el 1923 l'estudi va voler experimentar amb l'acció en viu, produint Song-O-Reel, Martha i Alice's Wonderland. Aquesta última producció, era un curtmetratge, de 12 minuts de durada, que mostrava a una nena real (Virginia Davis) interactuant amb nombrosos personatges animats, entre d'altres Julius the Cat, un gat inspirat en Felix the Cat (el qual ja havia aparegut, sense nom, als contes de fades de Laugh-O-Gram). Abans que Disney pogués vendre la pel·lícula, el seu estudi va fer fallida.
Disney, aleshores, es va traslladar a Hollywood i va aconseguir tancar un acord amb la distribuïdora cinematogràfica novaiorquesa Margaret J. Winkler, que acabava de perdre els drets de Felix the Cat i d'Out of the Inkwell. Aquest acord era per una nova sèrie, Alice Comedies (1923-1927), en la qual va treballar Iwwerks, després de traslladar-se a Holliwood, seguit posteriorment per Ising, Harman, Maxwell i Friz Freleng. La sèrie va tenir prou èxit, com per durar 57 episodis, però Disney finalment va preferir crear una nova sèrie totalment animada. El 1927 veia la llum Oswald the Lucky Rabbit, convertint-se en un èxit. Tot i així, les negociacions per a la seva continuació el 1928 van fer fallida, Charles Mintz va prendre el control directe de la producció i Disney va perdre el seu personatge i la majoria del seu personal a Mintz.
El 1928, Disney i Iwerks van crear el ratolí Mickey Mouse per substituir Oswald. Una primera pel·lícula titulada Plane Crazy no va impressionar al públic de prova i no va suscitar l’interès suficient dels possibles distribuïdors. Després de l'èxit d'algunes pel·lícules d’acció en viu amb so sincronitzat, Disney va deixar en suspens el segon curt animat, protagonitzat per Mickey Mouse, The Gallopin ’Gaucho, per començar a treballar en una producció amb so especial que llançaria la sèrie de manera més convincent. Gran part de l'acció de la pel·lícula Steamie Boat Willie (novembre de 1928) té a veure amb la creació de sons, per exemple, Mickey fent música amb el bestiar a bord del vaixell. Aquesta darrera pel·lícula va tenir un gran èxit i Mickey Mouse aviat es convertiria en el personatge de dibuixos animats més popular de la història.

### Bosko
Bosko va ser un personatge d'animació creat el 1927 per Hugh Harman i Rudolf Ising, específicament pensant en el cinema sonor. En aquell moment, encara treballaven per a Disney, però van marxar el 1928 per treballar a la sèrie d’Oswald the Lucky Rabbit a Universal durant un any. Després, el maig de 1929, van produir l'episodi pilot de Bosko, the Talk-Ink Kid per tal de buscar un distribuïdor. Van signar amb Leon Schlesinger Productions i van començar la sèrie Looney Tunes per a Warner Bros, el 1930. Bosko va ser l'estrella de 39 curtmetratges de Warner Bros. abans que Harman i Ising portessin Bosko a MGM, després de deixar Warner Bros. A MGM, el personatge va agafar una direcció més dramàtica, la qual cosa no va ser ben valorada pel públic. Així, el protagonisme i les pel·lícules de Bosko van acabar el 1938.

## Anys 30: color i profunditat, les superestrelles dels dibuixos animats i la Blancaneu
Les pel·lícules litografiades per a ús domèstic disponibles a Europa a les primeres dècades del segle xx eren multicolors, però sembla que, abans dels anys trenta, la tècnica no s'havia aplicat encara a les pel·lícules d’animació estrenades al cinema. Tot i que les impressions originals de Die Abenteuer des Prinzen Achmed presentaven tints, la majoria de les pel·lícules d’animació estrenades abans del 1930 eren en blanc i negre. Els processos de color efectius van ser una innovació benvinguda a Hollywood i semblaven especialment adequats per als dibuixos animats.

### L'animació i el Technicolor de dos colors
Un fragment de dibuixos animats del llargmetratge King of Jazz (abril de 1930), realitzat per Walter Lantz i Bill Nolan, va ser la primera animació presentada en Technicolor de dos canals.
Fiddlesticks, estrenat juntament amb King of Jazz, va ser la primera pel·lícula de Flip the Frog i el primer projecte en què va treballar Ub Iwerks després que deixés Disney per crear el seu propi estudi. A Anglaterra, el dibuix es va llançar en «Harris Color», un procés de dos colors. Probablement, sigui aquesta la primera animació independent estrenada al cinema que compta amb so i color.

### LesSilly Symphoniesde Disney en Technicolor
La sèrie Silly Symphonies, una producció iniciada per Disney, el 1929, no va aconseguir al principi l'èxit esperat. Aleshores, Disney, va recórrer a una nova innovació tècnica per millorar l'impacte de la sèrie. El 1932 va treballar amb la companyia Technicolor per crear la primera animació a tot color «Flowers and Trees», estrenant la tècnica de tres canals —el primer ús en les pel·lícules d’acció en viu va arribar aproximadament dos anys després. L'animació va tenir molt èxit i va guanyar un Oscar al millor curtmetratge d'animació. Disney va aconseguir un acord temporal exclusiu per a l’ús de la tècnica a tot color de Technicolor en pel·lícules d’animació. Va esperar un temps abans de produir la sèrie en curs de Mickey Mouse en color, de manera que les Silly Symphonies mantinguessin el seu atractiu especial per al públic. Després de la caducitat de l’oferta exclusiva, el setembre de 1935, l’animació a tot color aviat es va convertir en l'estàndard de la indústria.
Les Silly Symphonies van inspirar moltes sèries de dibuixos animats que comptaven amb altres sistemes de colors, mentre el Technicolor va ser exclusiu de Disney, com ara, ComiColor Cartoons de Ub Iwerks (1933-1936), Rainbow Parade (1934-1936) dels estudis Van Beuren, Color Classics (1934-1941) dels estudis Fleischer, Color Rhapsody (1936-1949) de Charles Mintz, Happy Harmonies (1934-1938) de MGM, Puppetoons (1932-1948) de George Pal i Swing Symphony (1941-1945) de Walter Lantz.

### Les càmeres multiplà i el procés estereoscòpic
Per crear una impressió de profunditat, es van desenvolupar diverses tècniques. La tècnica més habitual era fer que els personatges es moguessin entre diverses capes de fons i/o primer pla, capes que es movien de forma independent i fidels a les lleis de la perspectiva —per exemple, quan més allunyada de la càmera estava un punt, més baixa era la seva velocitat.
Lotte Reiniger ja havia dissenyat un tipus de càmera multiplà per a Die Abenteuer des Prinzen Achmed i el seu col·laborador Berthold Bartosch va utilitzar un muntatge similar per a la seva pel·lícula de 25 minuts de durada L'Idée (1932).
El 1933, Ub Iwerks va desenvolupar una càmera multiplà i la va utilitzar per a diversos episodis de dibuixos animats de le sèries Willie Whopper (1933–1934) i ComiColor Cartoons.
El 1933, els Fleischers van desenvolupar el «procés estereòptic», molt diferent a d'altres sistemes, per als seus Color Classics. Aquest sistema es va utilitzar al primer episodi Betty Boop a Poor Cinderella (1934) i a la majoria dels episodis següents. El procés implicava decorats tridimensionals construïts i esculpits sobre una gran plataforma giratòria. Els fotogrames es col·locaven dins del conjunt mòbil, de manera que els personatges animats semblaven moure's per davant i per darrere dels elements 3D de l'escena quan es feia girar la plataforma.
L'empleat de Disney, William Garity, va desenvolupar una càmera multiplà que podia tenir fins a set capes. Es va provar amb l'episodi «The Old Mill» (1937), de la sèrie Silph Symphony, guanyadora de l’Oscar, i es va fer servir de manera destacada a Blancaneu i altres produccions posteriors.

### Noves superestrelles dels dibuixos animats en color
Després que la incorporació del so i el color fos un gran èxit per a Disney, altres estudis van seguir aquest model. A finals de la dècada, ja gairebé tots els dibuixos animats es produïen a tot color.
Al principi, la música i les cançons eren el centre de moltes sèries, com indiquen els títols de sèries com Song Car-Tunes, Silly Symphonies, Merrie Melodies o Looney Tunes, però van ser els personatges reconeixibles els que realment van calar en el públic. Mickey Mouse va ser la primera superestrella dels dibuixos animats que va superar la popularitat del gat Félix, però aviat el van seguir dotzenes de superestrelles dels dibuixos animats, moltes de les quals van seguir sent populars durant dècades.
Warner Bros disposava d'una àmplia biblioteca musical que podia popularitzar a través de dibuixos animats basats en les melodies disponibles. Mentre que Disney necessitava crear la música per a cada dibuix animat. Les partitures i cançons disponibles a Warner Bros van servir d'inspiració per a molts dibuixos animats. Leon Schlesinger va vendre a Warner Bros una segona sèrie anomenada Merrie Melodies, que fins a 1939 havia de contenir, per contracte, almenys una tornada del catàleg musical. A diferència de Looney Tunes amb Bosko, Merrie Melodies només comptava amb uns pocs personatges recurrents com Foxy, Piggy i Goopy Geer abans que Harman i Ising marxessin el 1933. Bosko va ser substituït per Buddy per a la sèrie Looney Tunes, però només va durar dos anys, mentre que Merrie Melodies va continuar inicialment sense personatges recurrents. Amb el temps, les dues sèries es van tornar indistingibles i van produir molts personatges nous que es van fer populars. L'animador i director Bob Clampett va dissenyar a Porky Pig (1935) i a Daffy Duck (1937) i va ser el responsable de gran part de l'animació enèrgica i l'humor irreverent associat a la sèrie. La dècada de 1930 també va ser testimoni de les primeres encarnacions anònimes dels personatges que més tard es convertirien en les superestrelles Elmer Fudd (1937/1940), Bugs Bunny (1938/1940) i Silvestre (1939/1945). A partir del 1937, Mel Blanc interpretaria la majoria de les veus dels personatges.
Disney va introduir nous personatges en l'univers de Mickey Mouse que es farien molt populars, Minnie Mouse (1928): Pluto (1930), Goofy (1932), i un personatge que aviat es convertiria en el nou favorit: l'ànec Donald (1934). Disney s'havia adonat que l'èxit de les pel·lícules d'animació depenia que es comptaran històries emotives. Així, va crear un «departament d'històries» en què els guionistes, separats dels animadors, se centraven únicament en el desenvolupament de la història, la qual cosa va demostrar la seva eficàcia quan l'estudi Disney va estrenar, el 1933, el primer curtmetratge d'animació amb personatges ben desenvolupats, Three Little Pigs. Disney ampliaria el seu estudi i iniciaria cada vegada més activitats de producció, incloent còmics, articles de marxandatge i parcs temàtics. La majoria dels projectes es basaven en els personatges desenvolupats per als curtmetratges.
Els estudis Fleischer van introduir un personatge caní sense nom com núvia de Bimbo a Dizzy Dishes (1930), que va evolucionar fins a convertir-se en Betty Boop (1930-1939), la creació més coneguda dels Fleischer. En la dècada de 1930 també van afegir al seu repertori Hunky i Spunky (1938) i la popular adaptació animada de Popeye (1933).

### El codi Hays i Betty Boop
El codi de Producció Cinematogràfica de Hays per a les directrius morals es va aplicar el 1930 i es va fer complir rígidament entre 1934 i 1968. Va tenir un gran impacte en els cineastes als quals els agradava crear material relativament descarat. Com a exemple tristament famós, Betty Boop va patir molt quan va haver de passar de ser una despreocupada garçonne amb un innocent atractiu sexual a un personatge més sa i molt més domesticat amb vestits més complets. La desaparició del seu nòvio, el gos Bimbo, va ser també, amb seguretat, el resultat de la desaprovació per part dels codis de les relacions d'espècies mixtes.

### Blancaneu i la irrupció del llargmetratge d'animació

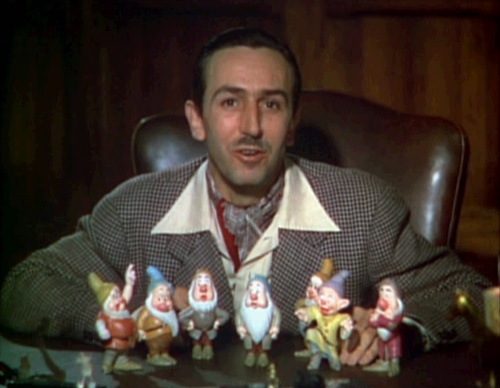
Disney i els nans en el tràiler de la pel·lícula Blancaneu i els set nans

Abans de La Blancaneu i els set nans de Disney es van estrenar, com a mínim, vuit llargmetratges d'animació, i dos projectes més van quedar inacabats. La majoria d'aquestes pel·lícules (de les quals només es conserven quatre) es van realitzar amb tècniques de figures retallades, amb siluetes o amb tècniques d'stop-motion. Entre els llargmetratges d'animació perduts es poden comptar tres de Quirino Cristiani, qui va estrenar el seu tercer llargmetratge, Peludópolis, el 18 de setembre de 1931, a Buenos Aires, amb una banda sonora sincronitzada de Vitaphone. La pel·lícula va ser rebuda de forma força positiva per la crítica, però no va acabar de ser un gran èxit i va ser un fiasco econòmic per al cineasta argentí. Cristiani no va trigar a adonar-se que ja no podria fer carrera amb l'animació a Argentina.
La pel·lícula Academy Award Review Of Walt Disney Cartoons de Disney, va ser totalment dibuixada a mà. Es va estrenar set mesos abans de La Blancaneu i els set nans per promocionar el proper llançament d'aquesta (i cinc mesos abans que el tercer llarmetratge de Cristiani). Molts no la van considerar un autèntic llargmetratge, ja que es tractava d'una compilació de curts i només durava 41 minuts. No obstant això, la filmació complia les definicions oficials de llargmetratge del British Film Institute, l'Academy of Motion Picture Arts and Sciences i l'American Film Institute, que exigeixen que una pel·lícula duri més de 40 minuts. Quan es va saber que Disney estava treballant en un llargmetratge d'animació, els crítics es van referir sistemàticament al projecte com «la bogeria de Disney», al no creure que el públic pogués suportar els esperats colors brillants i les bromes durant tant de temps. Tot i així, La Blancaneu i els set nans es va estrenar el 21 de desembre de 1937 i es va convertir en un gran èxit mundial. La pel·lícula va continuar la tradició de Disney d'apropiar-se vells contes de fades i altres històries (iniciada amb els Laugh-O-Grams el 1921), com ho farien la majoria dels llargmetratges de Disney que van seguir a continuació.
Els estudis Fleischer van seguir l'exemple de Disney amb Gulliver's Travels, el 1939, que va tenir un èxit menor a la taquilla.

### Els primers treballs d'animació per televisió
L'abril del 1938, quan uns 50 televisors estaven connectats, la NBC va emetreuna animació, de baix pressupost, de vuit minuts, Willie the Worm. Va ser realitzada especialment per a aquesta emissió per l'antic empleat de Disney, Txad Grothkopf, principalment amb figures retallades i una mica d'animació cel. Aproximadament un any després, el 3 de maig de 1939, es va estrenar Donald 's Cousin Gus, de Disney, al canal experimental W2XBS de la NBC, unes setmanes abans que s'estrenés a les sales de cinema. Amb la qual cosa els dibuixos animats van passar a formar part de la programació en horari de nit.

## Anys 40

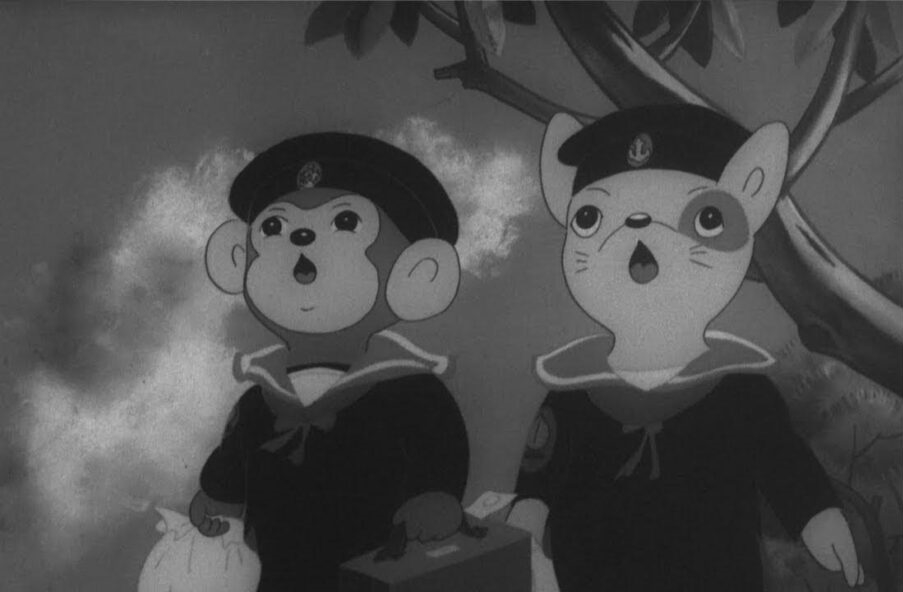
桃太郎 海の神兵 (Momotaro: Sacred Sailors) (1944)

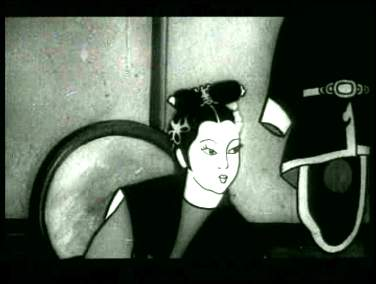
铁扇公主 (Princess Iron Fan) (1941)

### Propaganda de guerra
Diversos governs ja havien utilitzat l'animació en documentals informatius, com per exemple, les animacions de la GPO Film Unit del Regne Unit o les pel·lícules educatives japoneses. Durant la Segona Guerra Mundial, l'animació es va convertir en un mitjà habitual de propaganda. Els Estats Units tenien els seus millors estudis treballant al servei de la guerra.
Per instruir el personal de servei sobre tot tipus de temes militars i elevar la moral, Warner Bros va ser contractada per a produir diversos curts i la sèrie especial d'animació Private Snafu. El personatge va ser creat pel director de cinema Frank Capra, el Dr. Seuss va participar en els guions. La sèrie va ser dirigida per Chuck Jones. Disney també va produir diversos curts instructius i fins i tot va finançar personalment el llargmetratge Victory Through Air Power (1943), que promovia la idea dels bombardejos de llarg abast.
Molts personatges populars van promoure els bons de guerra, com Bugs Bunny a Any Bonds Today?, els tres porquets de Disney a The Thrifty Pig i un munt de personatges de Disney a All Together. L'Ànec Lucas demanava ferralla per a l'esforç bèl·lic en Scrap Happy Daffy. Minnie Mouse i Pluto van convidar als civils a recollir el greix de cuina per a utilitzar-lo en la fabricació d'explosius a Out of the Frying Pa Into the Firing Line. Hi va haver més curtmetratges de propaganda política, com Fifth Column Mouse, de Warner Bros, Chicken Little, de Disney, i els més seriosos Education for Death i Reason and Emotion (nominada a l'Oscar).
Aquestes pel·lícules de guerra van ser molt apreciades. Bugs Bunny es va convertir en una mena d'icona nacional i el curt propagandístic de Disney Der Fuehrer 's Face (protagonitzat per Donald) li va valer a la companyia el seu desè Oscar al millor curtmetratge d'animació.
El primer llargmetratge en aquesta línia d'anime japonès 桃 太郎 海 の 神兵 (Momotaro: Mariners sagrats) es va realitzar el 1944, per encàrrec del Ministeri de la Marina del Japó. Va ser dissenyat per a infants i, en part inspirat en Fantasia, pretenia inspirar somnis i esperança de pau. Els personatges principals d´aquest anime són: un mico antropomòrfic, un gos, un os i un faisà que es converteixen en soldats paracaigudistes (excepte el faisà, que es converteix en pilot), tots quatre encarregats d'envair Cèlebes, una de les grans illes d'Indonèsia.

### Els llargmetratges d'animació en la dècada del 1940

#### Grans ambicions, contratemps i retallades en els llargmetratges d'animació estatunidencs
Els següents llargmetratges de Disney (Pinotxo i l'ambiciosa pel·lícula-concert Fantasia, tots dos estrenats el 1940) i el segon llargmetratge d'animació dels Estudis Fleischer, Mr. Bug Goes to Town (1941/1942), van ser rebuts favorablement per la crítica, però van fracassar a la taquilla en les seves estrenes. La causa principal va ser que la Segona Guerra Mundial havia enfonsat la majoria dels mercats estrangers. Aquesta fatalitat va desanimar la majoria de les empreses que tenien plans per realitzar llargmetratges d'animació.
Disney, però, va reduir els costos dels següents llargmetratges i va estrenar The Reluctant Dragon, que consistia principalment en un recorregut d'acció real pel nou estudi de Burbank, en part en blanc i negre, amb quatre dibuixos animats curts. Va tenir un lleuger èxit a la taquilla mundial. El va seguir uns mesos més tard Dumbo (1941), de només 64 minuts de durada i animat amb un estil econòmic més senzill. Això va ajudar a assegurar un benefici a la taquilla, i la crítica i el públic van reaccionar positivament. El següent llargmetratge de Disney, Bambi (1942), va tornar a comptar amb un pressupost més gran i un estil més fastuós, però la història més dramàtica, l'ambient més fosc i la manca d'elements fantàstics no van ser ben rebuts durant el seu rodatge inicial i va perdre diners a la taquilla.
Encara que els altres vuit llargmetratges de Disney de la dècada de 1940 van ser recopilatoris de curtmetratges i/o combinacions d'animació amb acció real —per exemple, Saludos amigos (1943) i The Three Caballeros (1944), Disney va mantenir la fe en els llargmetratges d'animació. Durant dècades, l'estudi Disney va ser l'únic estudi estatunidenc que va estrenar regularment llargmetratges d'animació en sales de cinema, encara que alguns altres van aconseguir estrenar un bon grapat abans de l'inici de la dècada de 1990.

#### Altres animacions no estatunidenques
Les pel·lícules estatunidenques d'animació van dominar la producció i el consum mundial d'estrenes d'animació en sales de cinema des de la dècada del 1920. Especialment l'obra de Disney va resultar ser molt popular i la més influent a tot el món. Els estudis d'altres països, amb prou feina podien competir amb les produccions estatunidenques. Així, molts productors d'animació de fora dels Estats Units van optar per treballar amb altres tècniques diferents de l'animació cel, com l'animació amb titelles o l'animació amb retalls. No obstant això, diversos països (sobretot Rússia, la Xina i el Japó) van desenvolupar les seves pròpies indústries d'animació "tradicional", relativament importants. L'estudi d'animació rus Soyuzmultfilm, fundat el 1936, va arribar a donar feina a 700 persones qualificades i, durant el període soviètic, va produir una mitjana de 20 pel·lícules a l'any. Alguns dels títols que varen cridar l'atenció, fora dels seus respectius mercats nacionals, van ser: 铁扇公主 (literalment: Princesa ventall de ferro), Xina (1941), molt influent al Japó; Конёк-Горбунок (literalment: El cavall geperut), Rússia (1947), guanyadora del premi del jurat al festival de Cannes el 1950; Fratelli Dinamite (literalment: Els germans Dinamita), Itàlia (1949), i La Rosa di Bagdad, Itàlia (1949), pel·lícula que va ser doblada a l'anglès de 1952 amb Julie Andrews fent la veu del paper protagonista.

### Curtmetratges d'animació amb èxit de la dècada del 1940

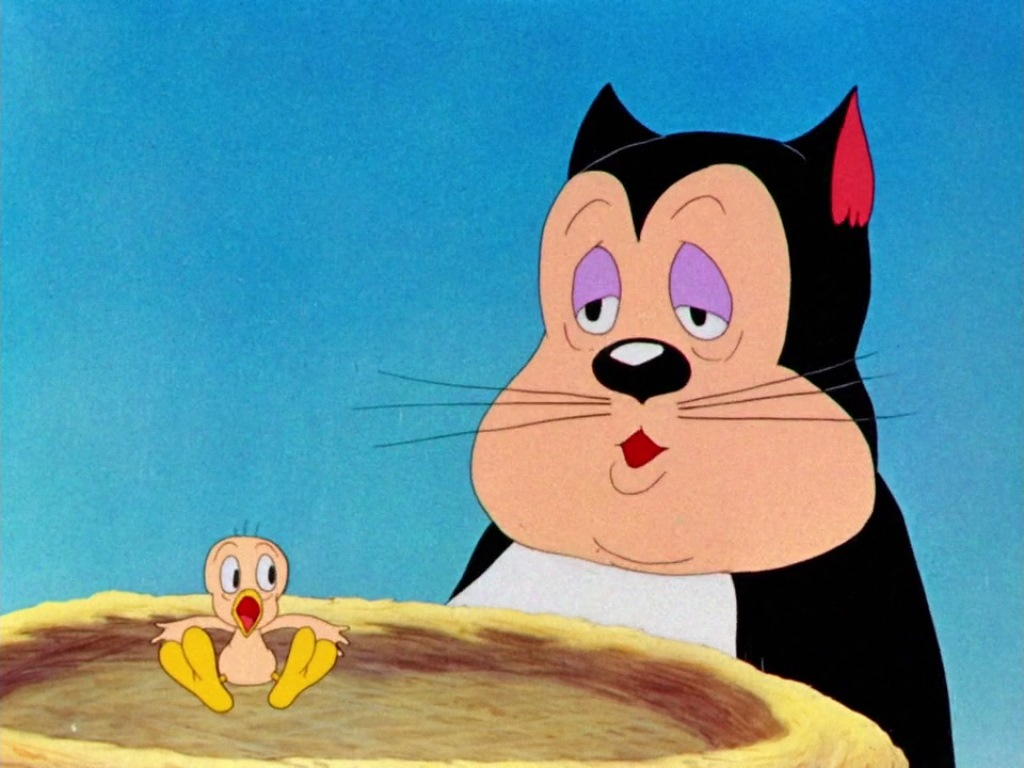
Tweety, encara sense nom, debuta a A Tale of Two Kitties (1942)

Durant l'«edat d'or» de l'animació estatunidenca, els nous estudis van competir amb els estudis que van aconseguir sobreviure a les batalles d'innovació, pel que fa al so i al color, de les dècades anteriors. Els animals antropomòrfics i divertits seguien sent els personatges preferits i la música seguia essent un element rellevant, però sovint perdia el seu atractiu principal quan apareixia la narració melodramàtica de Disney o l’humor salvatge de Looney Tunes i altres dibuixos animats.
Disney va continuar acumulant èxits amb els seus dibuixos animats. En aquesta època van afegir-se Daisy Duck (1940) i Chip & Dale (1943–1947) a l'univers de Mickey Mouse. Mentre, Warner Bros. desenvolupava nous personatges per ampliar el seu repartiment popular de Merrie Melodies i Looney Tunes. Així van veure la llum personatges, com ara, Tweety (1941–1942), Henery Hawk (1942), Yosemite Sam (1944–1945), Foghorn Livhorn (1946), Barnyard Dawg (1946), Marvin the Martian (1948) i Wile E. Coyote i el Correcamins (1949).
Altres nous personatges i sèries populars van ser Mighty Mouse de Terrytoons (1942-1961) i Heckle and Jeckle (1946), i The Fox and the Crow (1941-1948), de Screen Gems.

#### Fleischer – Famous Studios
Els Fleischer van llançar la seva espectacular adaptació de Superman el 1941. L’èxit va arribar massa tard per salvar l'estudi dels seus problemes financers i el 1942 la Paramount Pictures es va fer càrrec de l'estudi dels dimitents germans Fleischer. Els reanomenats Famous Studios van continuar les sèries Popeye i Superman; van desenvolupar adaptacions populars de personatges, com ara, Little Lulu (1943–1948, amb llicència de Gold Key Comics) o Casper the friendly ghost (1945), i varen crear noves sèries, com Little Audrey (1947) i Baby Huey (1950).

#### Walter Lantz Productions
Walter Lantz havia començat la seva carrera d'animació a l'estudi de Hearst als 16 anys. També havia treballat per als estudis Bray i Universal Pictures, on s'havia guanyat el control sobre els dibuixos animats d'Oswald the Lucky Rabbit, el 1929. El 1935, l'estudi Universal Pictures es va convertir en una empresa independent, la Walter Lantz Productions, però va seguir sota la protecció de l'Universal, produint dibuixos animats perquè Universal els distribuís. Quan la popularitat d'Oswald va disminuir i el personatge vs ser definitivament retirat el 1938, les produccions de Lantz es van quedar sense personatges exitosos fins que, el 1939, va aparèixer en escena Andy Panda. L'os panda antropomòrfic va protagonitzar més de dues dotzenes de dibuixos animats fins al 1949, però aviat va quedar eclipsat per l'emblemàtic Woody Woodpecker, que va debutar, el 1940, a la historieta d'Andy Panda, «Knock Knock». Altres personatges populars de Lantz són Wally Walrus (1944), Buzz Buzzard (1948), Chilly Willy (1953) i Hickory, Dickory Doc (1959).

#### MGM
Tras distribuir los dibujos animados Flip the Frog y Willie Whopper de Ub Iwerks y Happy Harmonies de Harman e Ising, Metro-Goldwyn-Mayer fundó su propio estudio de dibujos animados en 1937. El estudio tuvo mucho éxito con el oso Barney (1939-1954), Tom y Jerry de Hanna y Joseph Barbera (1940) y Spike y Tyke (1942).
El 1941, Tex Avery dejó la Warner Bros. por la MGM y allí crearía Droopy (1943), Screwy Squirrel (1944) y George y Junior (1944).

#### UPA
Tot i que Disney i la majoria dels altres estudis buscaven una sensació de profunditat i realisme en l’animació, els animadors de la United Productions of America (UPA) —inclòs l'ex empleat de Disney John Hubley— tenien una visió artística diferent. Van desenvolupar un tipus d’animació molt més estilitzada, inspirada en exemples russos. L'estudi es va formar el 1943 i inicialment treballava amb contractes governamentals. Uns anys més tard van signar un contracte amb Columbia Pictures, van fer-se càrrec de The Fox and the Crow d'Screen Gems i van obtenir nominacions als Oscar pels seus dos primers curtmetratges per a sales de cinema, el 1948 i el 1949. Tot i que el camp de l’animació estava dominat pels animals antropomorfs quan l'estudi es va proposar crear un nou personatge, van optar per un vell miop. Mr. Magoo (1949) es va convertir en un èxit i va aparèixer en molts curtmetratges. Entre el 1949 i el 1959, l’UPA va rebre 15 nominacions als Oscar, guanyant el seu primer premi de l’Acadèmia amb l’adaptació del Dr. Seuss Gerald McBoing-Boing (1950), seguit de dos més per When Magoo Flew (1954) i Magoo’s Puddle Jumper (1956). Su particular estilo distintivo va influir molt els altres estudis i, fins i tot, va afectar els grans, inclosos Warner Bros. i Disney. A part d'una llibertat efectiva d'expressió artística, UPA va demostrar que una animació més simplificada es podia apreciar tant —o fins i tot més— que els costosos estils fastuosos.

### Animació per a televisió en els anys 40
El catàleg posterior de dibuixos animats de molts estudis, produït originalment per a projeccions curtes en els cinemes, va resultar molt valuós per a la difusió televisiva. La sèrie Movies for Small Fry (1947), presentada per Big Brother Bob Emery els dimarts al vespre al canal de WABD-TV de Nova York, va ser una de les primeres sèries de televisió infantils i va comptar amb molts dibuixos clàssics de Van Beuren Studios. La sèrie va continuar a DuMont Television Network com a programa diari titulat Small Fry Club (1948–1951), amb la participació de públic en directe en un estudi.
Moltes sèries clàssiques de Walter Lantz, Warner Bros., Terrytoons, MGM i Disney van trobar una nova vida en programes de televisió per a nens, amb moltes reposicions, durant dècades. En lloc dels escenaris d'estudi i les presentacions en directe, alguns programes presentaven nous personatges animats per a presentar o encadenar els dibuixos animats més antics.
Les primeres sèries d’animació estatunidenques produïdes específicament per a la televisió van ser produïdes el 1949. Alguns exemples poden ser: les Adventures of Pow Wow (43 capítols de cinc minuts emesos, els diumenges al matí, de gener a novembre) i Jim and Judy in Teleland (52 capítols, més tard, també venuts a Veneçuela i Japó).

## Anys 50: dels dibuixos animats clàssics a l'animació limitada en les sèries de televisió infantils
La majoria de pel·lícules d'animació, anteriors als anys 50, s'havien produït per a públics no específics. El moviment i els gags amb animals divertits, així com els estils de dibuix i els colors intensos, resultaven naturalment atractius per als infants; però els dibuixos animats contenien habitualment violència i insinuacions sexuals i sovint es projectaven juntament amb noticiaris i llargmetratges que no eren per a nens i nenes. A la televisió estatunidenca, els dibuixos animats es programaven, principalment, en horari infantil o en franges horàries convenients, com ara, els matins dels caps de setmana, les tardes dels dies feiners o les primeres hores de la nit.
Les limitacions de programació del procés televisiu, dels anys 50 i, en particular, els problemes de gestió de recursos (calia fer més quantitat de pel·lícules en menys temps, amb un pressupost inferior), van conduir al desenvolupament de diverses tècniques conegudes ara com a animació limitada. El tipus d’animació més senzilla que originalment havia estat una elecció artística d’estil per a l'UPA, es va adoptar com un mitjà habitual per reduir el temps i els costos de producció. Així, l’animació completa, no limitada, es va fer rara als Estats Units fora del seu ús per a produccions cinematogràfiques, cada cop, igualment, menys habitual. Chuck Jones va encunyar el terme «ràdio il·lustrada» per referir-se a l'estil de mala qualitat de la majoria de dibuixos animats per televisió d'aleshores, els quals depenien més de les seves bandes sonores que de les seves imatges. Alguns productors també van trobar que l'animació limitada es veia millor a les petites pantalles de televisió, en blanc i negre, de l'època.

### Sèries d'animació per a televisió
Jay Ward va produir la popular sèrie, Crusader Rabbit, en proves durant el 1948, i emesa per televisió del 1949 al 1952 i del 1957 al 1959, amb un ús exitós de l'estil d’animació limitada.
A finals dels anys 50, diversos estudis, dedicats a la producció d’animació televisiva, van començar a competir entre ells. Tot i que, els anys anteriors, la competència entre els estudis animació s'havia centrat en la qualitat de les seves produccions i la innovació, començava aleshores un nou tipus de competència basat en la capacitat per oferir una gran producció de manera ràpida i econòmica. Els crítics van assenyalar que la qualitat de molts espectacles sovint era molt pobra en comparació amb els dibuixos animats clàssics. Els executius, però, es van mostrar satisfets sempre que hi hagués prou públic per seguir mantenint el negoci. D'altra banda, a la gran quantitat de joves espectadors no els molestava la manca de qualitat que percebien els crítics. Amb tot, la programació de dibuixos animats de dissabte al matí, de fins a quatre hores de durada, es va convertir en el passatemps favorit de la majoria de nens i nenes estatunidenques a partir dels anys seixanta i va ser així durant dècades.
Disney havia entrat a la producció de televisió relativament aviat, però es va abstenir de crear noves sèries d'animació durant els següents anys. En lloc d’això, Disney tenia les seves pròpies sèries d’antologia en antena des del 1954 en espais de tres hores de primera hora, començant per la sèrie Disneyland de Walt Disney (1954–1958), que promocionava clarament el parc temàtic Disneyland, inaugurat el 1955. Walt Disney presentava personalment la sèrie que, a més dels dibuixos animats més antics, incloïa seccions, com ara, filmacions dels processos de creació de pel·lícules o històries noves d'acció real.
William Hanna i Joseph Barbera (els creadors de Tom i Jerry) van continuar sent Hanna-Barbera, després que Metro-Goldwyn-Mayer tanqués el seu estudi d'animació el 1957, en considerar que el seu catàleg dels anys passats era suficient per continuar venent. Tot i que Hanna-Barbera només van estrenar una sèrie al cinema, Loopy de Loop (1959-1965), van demostrar ser els productors de sèries de televisió d'animació més prolífics i de més èxit durant diverses dècades. Començant per The Ruff and Reddy Show (1957-1960), van continuar amb sèries com The Huckleberry Hound Show (1958), el primer programa d'animació per a televisió de mitja hora de duració, i The Quick Draw McGraw Show (1959– 1961).
Altres programes destacats de l'època són Gerald McBoing Boing (1956–1957) de l’UPA, Colonel Bleep de Soundac (1957–1960, la primera sèrie de televisió d’animació en color), Tom Terrific de Terrytoons (1958) i Les aventures de Rocky i Bullwinkle and Friends de Jay Ward (1959–1964).
En contrast amb el mercat internacional del cinema —desenvolupat durant l'era muda, quan els problemes d’idioma es limitaven als «cartrons» dels diàlegs— la televisió pionera (sovint connectada a la radiodifusió), a la majoria de països, es va centrar en la producció nacional de programes en directe. Es va creure que, en lloc d’importar sèries animades, que normalment s'haurien de doblar, la programació infantil es podria produir d’una manera més fàcil i econòmica d'altres maneres —per exemple, amb titelles. Un mètode notable va ser l'animació en temps real de figures retallades que va servir per produir la sèrie Captain Pugwash (1957), emessa a la BBC.
Una de les poques sèries animades per a televisió, que es van veure fora dels EUA, va ser Les aventures de Tintín, d'après Hergé (Bèlgica, 1957–1964), dirigida per Ray Goossens, de Belvision Studios, emesa per la BBC, el 1962. i emessa als Estats Units del 1963 al 1971.

### Els curtmetratges d'animació de la dècada
Warner Bros. va presentar nous personatges Sylvester Jr. (1950), Speedy Gonzales (1953), Ralph Wolf i Sam Sheepdog (1953) i Tasmanian Devil (1954).

### Els llargmetratges d'animació de la dècada

#### Disney
Després de realitzar algunes sèries de curts animats o combinant animació i acció real, Disney va tornar a realitzar llargmetratges completament animats, com ara, La Ventafocs (1950), que va ser el primer llargmetratge realitzat per la companyia de Disney després de Bambi. El seu èxit va salvar l'empresa de fer fallida. El va seguir Alícia al país de les meravelles (1951), una pel·lícula que va ser un fracàs de taquilla, va tenir una freda acollida i crítiques en contra. Més tard, Peter Pan (1953) i Lady and the Tramp (1955) van aconseguir l'èxit. L’ambiciosa, molt retardada i més cara La Bella dorment (1959) va perdre diners a la taquilla i va causar dubtes sobre el futur del departament d’animació de Walt Disney. Igual que Alícia al país de les meravelles i la majoria dels fracassos de Disney, més tard tindria èxit comercial a través de reedicions i, finalment, seria considerat com un veritable clàssic.

#### Fora dels EUA
Fora dels EUA es poden destacar algunes pel·lícules importants,
- Jeannot l'intrépide (France, 1950).
- Le Roi et l'Oiseau (France), el 1952 el llargmetratge va quedar inacabat; el 1980 es va acabar, amb influència de Hayao Miyazaki i de Isao Takahata.
- Animal Farm (U.K./U.S.A, 1954).
- 乌鸦为什么是黑的 (Xina, 1956), presentat al Venice Film Festival.
- Снежная королева (Unió soviètica, 1957).
- Krtek (Mole) (Txecoslovàquia, 1956).
- 白蛇伝 (Japó, 1958).
- 少年猿飛佐助 (Japó, 1959).

## Anys 60

### Sèries d'animació i programes de televisió als Estats Units
El 1959, es va fundar Total Television, per tal de promocionar productes de General Mills mitjançant personatges originals de dibuixos animats, en anuncis publicitaris de Cocoa Puffs (1960-1969) i amb sèries de televisió patrocinades per General Mills com, per exemple, King Leonardo and His Short Subjects (1960-1963), Tennessee Tuxedo and His Tales (1963-1966), The Underdog Show (1964-1967) i The Beagles (1966-1967). Les aimacions per a totes les sèries es van produir als Gamma Studios de Mèxic. Total Television va deixar de produir aquests curts després del 1969, quan General Mills va deixar de patrocinar-los.
Moltes de les sèries de televisió d’animació estatunidenques dels anys seixanta a vuitanta es basaven en personatges i formats que ja s'havia demostrat que eren populars en altres mitjans. UPA va produir The Dick Tracy Show (1961-1962), basat en els còmics del mateix títol. Filmation, des del 1962 fins al 1989, va crear pocs personatges originals, però moltes adaptacions de DC Comics i adaptacions de sèries de televisió d'acció real —incloent Lassie's Rescue Rangers (1973-1975) i Star Trek: The Animated Series, i també adaptacions d'alguns llargmetratges d'animació basats en pel·lícules d'acció real —incloent Journey to the Center of the Earth (1967-1969) i moltes més. Grantray-Lawrence Animation va ser el primer estudi que va adaptar, als dibuixos animats, els superherois de Marvel Comics, el 1966. Els grups de música pop van tenir les seves versions animades amb algunes sèries, com ara, The Beatles (1965-1966) o d'altres produïdes per Rankin/Bass Animated Entertainment com The Jackson 5ive (1971-1972) o The Osmonds (1972). Hanna-Barbera va convertir els actors còmics en personatges de dibuixos animats amb Laurel and Hardy (1966-1967) i The Abbott and Costello Cartoon Show (1967-1968), per exemple. The Alvin Show (1961–1962), de Format Films, va ser una sèrie derivada d’una cançó de 1958 i dels còmics que es van crear després, a partir de la cançó, amb versions redissenyades d’Alvin and the Chipmunks. Altres sèries contenien crèdits sense llicència. Per exemple, Els Picapedra (1960-1966) de Hanna-Barbera es va inspirar clarament en la sitcom The Honeymooners. El creador d'aquesta sitcom, Jackie Gleason, va considerar demandar a Hanna-Barbera, però, finalment, no ho va fer per evitar ser conegur com «el noi que va fer fora de la TV a Fred Flintstone».
Els Picapedra va ser la primera sèrie d'animació que es va emetre en horari de màxima audiència i es va fer immensament popular, sent la sèrie de televisió animada més llarga fins que es va batre aquest rècord tres dècades després. Hanna-Barbera va obtenir altres gran èxits com The Yogi Bear Show (1960–1962), The Jetsons (1962–1963, 1985, 1987) o Scooby-Doo, Where Are You! (1969-1970) i altres sèries posteriors, també amb Scooby-Doo com a protagonista.
A partir de 1968, després que l'assassinat de Martin Luther King Jr. i de Robert F. Kennedy i altres actes violents fessin que el públic se sentís menys còmode amb la violència en l'entreteniment, les cadenes van contractar a censors per prohibir tot el que es considerés massa violent o suggerent en l'horari de programació infantil.
A part de les sèries de televisió regulars, hi va haver diversos especials televisius d'animació dignes de menció, començant per Mister Magoo 's Christmas Carol (1962) d'UPA, seguit uns anys més tard per altres exemples clàssics com la sèrie d'especials de Peanuts de Bill Meléndez (1965-2011), basats en el còmic de Charles M. Schulz, i la pel·lícula How the Grinch Stole Christmas! (1966) de Chuck Jones, basada en el conte de Dr. Seuss.

#### Cambria Productions
Cambria Productions només utilitzava ocasionalment l'animació tradicional i solia recórrer als moviments de càmera, els desplaçaments en temps real entre els fotogrames del primer pla i els del fons, i la integració de seqüències d'acció real. Clark Haas, un creatiu d'aquests estudis, va explicar: «No fem dibuixos animats. Estem fotografiant 'moviment motoritzat' i —el més gran truc de tots— combinant-ho amb acció en viu.... El que Disney fa per 250.000 dòlars, nosaltres ho fem per 18.000».
El seu truc més famós era la tècnica Syncro-Vox, que consistia en superposar llavis parlants en les cares dels personatges dels dibuixos animats. Aquest sistema d'impressió òptica havia estat patentat el 1952 pel cameràman Edwin Gillette, soci de Cambria, i es va utilitzar per primera vegada per als populars anuncis d'animals parlants. El mètode s'utilitzaria, posteriorment, de forma generalitzada amb finalitats còmiques, però Cambria ho va emprar directament en les seves sèries Clutch Cargo (1959-1960), Space Angel (1962) i Captain Fathom (1965). Gràcies a les seves imaginatives històries, Clutch Cargo va ser un èxit inesperat. La seva última sèrie de Cambria Productions, The New 3 Stooges (1965-1966), ja no va utilitzar Syncro-Vox. Contenia 40 nous segments d'acció real amb els The Three Stooges originals que s'estenien i repetien al llarg de 156 episodis juntament amb noves animacions (provocant en ocasions que la gent apagués el televisor quan es repetien les seqüències d'acció real, convençuts que ja havien vist l'episodi).

### Llargmetratges estatunidencs
El 1961, la pel·lícula de Disney, 101 dàlmates es va fer amb una reducció en les despeses de producció, gràcies al procés de xerografia que va eliminar el procés d'entintat. L'aspecte relativament poc atractiu no va ser apreciat per Walt Disney personalment, tot i així, no va molestar gens a la crítica ni al públic i la pel·lícula va esdevenir un altre gran èxit per a l'estudi. The Sword in the Stone (1963) va ser un altre èxit financer, però amb el pas dels anys s'ha convertit en un dels llargmetratges de Disney menys coneguts. El va seguir l'èxit d'animació i acció real Mary Poppins (1964), que va rebre 13 nominacions als premis de l'Acadèmia, inclosa la de millor pel·lícula. La pel·lícula d'animació més important de Disney a la dècada de 1960 va ser El llibre de la selva (1967), que va ser un èxit comercial i de crítica. Aquesta va ser també l'última pel·lícula que va supervisar Walt Disney abans de la seva mort el 1966. Sense la imaginació i l'esforç creatiu de Walt, els equips d'animació no van poder produir moltes pel·lícules d'èxit durant les dècades de 1970 i 1980. Això va ser així, fins l'estrena de La Sireneta (1989), 22 anys després.
UPA va produir el seu primer llargmetratge 1001 Arabian Nights (1959), protagonitzat per Mr. Magoo com oncle de l'Alladin, per Columbia Pictures, amb poc èxit. Van tornar a intentar-ho amb Gay Purr-ee el 1962, estrenada per Warner Bros. Va ser ben rebuda per la crítica, però va fracassar a la taquilla i seria l'últim llargmetratge de l'estudi.

#### El declivi dels curtmetratges
La sentència del Tribunal Suprem dels EUA en el cas antimonopoli de Hollywood de 1948 va prohibir les «reserves en bloc», segons les quals els llargmetratges d'èxit s'oferien, exclusivament, als propietaris de les sales, en paquets juntament amb noticiaris i dibuixos animats o curtmetratges d'acció real. En lloc de rebre un percentatge raonable d'un paquet, els curtmetratges de dibuixos animats s'havien de vendre per separat als preus que els propietaris dels cinemes estaven disposats a pagar per ells. Els dibuixos animats curts eren relativament cars i ara podien eliminar-se de el programa sense que la gent perdés l'interès pel llargmetratge principal, la qual cosa va esdevenir una forma assenyada de reduir costos quan, cada vegada, més espectadors potencials semblaven quedar-se a casa veient les pel·lícules en els seus televisors. La majoria dels dibuixos animats havien de reestrenar-se diverses vegades per recuperar el pressupost invertit. A la fi dels anys 60, la majoria dels estudis havien deixat de produir dibuixos animats per a sales de cinema. Fins i tot Warner Bros i Disney, amb excepcions ocasionals, van deixar de fer curtmetratges de dibuixos animats després de 1969. Walter Lantz va ser l'últim dels productors de dibuixos animats clàssics a abandonar, quan va tancar el seu estudi el 1973.

#### DePatie–Freleng
DePatie-Freleng Enterprises, fundada per Friz Freleng i David H. DePatie el 1963 després que Warner Bros tanqués el seu departament d'animació, va ser l'únic estudi que va aconseguir un nou èxit amb les sèries de curts de dibuixos animats, per a sales de cinema, després de la dècada de 1950. Aquests estudis van crear la Pantera Rosa el 1963 per als crèdits inicials i finals de la sèrie de pel·lícules d'acció real La Pantera Rosa, amb Peter Sellers. El seu èxit va donar lloc a una sèrie de curtmetratges (1964-1980) i sèries de televisió (1969-1980). A la Pantera Rosa li van seguir la sèrie derivada L'inspector (1965-1969), The Ant and the Aardvark (1969-1971) i un grapat d'altres sèries teatrals. The Dogfather (1974-1976) va ser l'última sèrie nova, però els dibuixos animats de la Pantera Rosa van aparèixer als cinemes fins a 1980, poc abans de la desaparició de l'estudi el 1981. Entre 1966 i 1981, DePatie-Freleng també va produir moltes sèries i especials de televisió.

### L'ascens de l'anime
Japó va ser notablement prolífic i reeixit amb el seu propi estil d'animació, que es va conèixer, en l'idioma anglès, inicialment, com Japanimation i més tard com anime. En general, l'anime es va desenvolupar amb tècniques d'animació limitada posant més èmfasi en la qualitat estètica que en el moviment, en comparació amb l'animació estatunidenca. També s'aplica un enfocament relativament "cinematogràfic" amb efectes de zoom, panoràmiques, plànols dinàmics complexos i molta cura dels fons, fonamentals per crear una atmosfera adequada. L'anime es va emetre per primera vegada a la televisió el 1960. L'exportació de llargmetratges d'anime va començar en aquesta mateixa època. En pocs anys, es van realitzar diverses sèries de televisió d'anime que també rebrien diferents nivells de difusió als Estats Units i altres països, començant per la molt influent 鉄腕アトム (Astro Boy) (1963), seguida de ジャングル大帝 (Kimba el Lleó Blanc) (1965-1966), エイトマン (8th Man) (1965), 魔法使いサリー (Sally la Bruixa) (1966-1967) i マッハGoGo (Mach GoGoGo aka Speed Racer) (1967).
La popular sèrie nacional サザエさん/ Sazae-sant va començar el 1969 i és probablement el programa de televisió d'animació més llarg de l'món, amb més de 7.700 episodis.

### Primeres animacions orientades a un públic adult i contraculturals
Abans de finals dels anys seixanta, pràcticament no s'havia produït cap animació per a adults. Una notable excepció va ser el curt pornogràfic Eveready fart in Buried Treasure (1928), presumiblement realitzat per animadors reconeguts per a una festa privada en honor de Winsor McCay. No es va projectar públicament fins a finals dels anys 70. Després de 1934, el codi Hays va donar als cineastes dels Estats Units poc marge de maniobra per estrenar material de risc, fins que el codi va ser substituït pel sistema de classificació de pel·lícules de la Motion Picture Association of America el 1968. Tot i que la programació d'animació televisiva havia fet que la majoria de la gent pensés en ella com un mitjà per a infants o per a l'entreteniment familiar, les noves animacions teatrals van demostrar el contrari.
Es podria dir que els tints filosòfics, psicològics i sociològics dels especials de televisió de Peanuts estaven relativament orientats als adults, mentre que els especials també eren agradables per als infants. El 1969, el director Bill Mendelez va traslladar l'èxit de la sèrie al cinema amb A Boy Named Charlie Brown. La continuació, Snoopy Come Home (1972) va ser un fracàs de taquilla, tot i les crítiques positives. Junt amb Race for Your Life, Charlie Brown (1977) i Bon Voyage, Charlie Brown (and Don't Come Back!!) (1980) van ser els únics llargmetratges d'animació tradicional de Peanuts, mentre que els especials de televisió van continuar fins al 2011.
El boom de la contracultura antiestabliment a finals dels anys seixanta va afectar Hollywood. En l'animació, el sentiment antibèl·lic estava clarament present en diversos curtmetratges clandestins com Escalation (1968) de Ward Kimball (realitzat independentment de la seva ocupació en Disney) i la paròdia Mickey Mouse in Vietnam (1969). La paròdia menys política Bambi meets Godzilla (1969) de Marv Newland, un altre curtmetratge underground per a adults, es considera un gran clàssic i es va incloure en The 50 Greatest Cartoons (1994), un llibre basat en una enquesta a 1.000 persones que treballaven en la indústria de l'animació.
La popularitat de la psicodèlia va fer que la reestrena de Fantasia de Disney el 1969 fos popular entre adolescents i estudiants universitaris. Així, la pel·lícula va començar a obtenir beneficis. De la mateixa manera, Alícia al país de les meravelles de Disney es va popularitzar amb les projeccions de televisió en aquest període i amb la seva reestrena en cinemes el 1974.
També influenciat per la revolució psicodèlica, el llargmetratge musical animat The Beatles Yellow Submarine (1968) va mostrar a un ampli públic com l'animació podia ser molt diferent dels coneguts dibuixos animats de la televisió i els llargmetratges de Disney. El director artístic Heinz Edelman es va encarregar del seu disseny. La pel·lícula va rebre una gran acollida i va resultar ser molt influent. Peter Max va popularitzar un estil visual similar en les seves obres.

### Fora dels EUA
- わんぱく王子の大蛇退治 (The Little Prince and the Eight-Headed Dragon) (Japó, 1963)
- 大鬧天宮 (Havoc in Heaven) (Xina, 1963)
- ガリバーの宇宙旅行 (Gulliver's Travels Beyond the Moon) (Japó, 1965)
- Calimero (Itàlia/Japó 1963-1972, sèrie de televisió)
- Pinocchio in Outer Space de Belvision (Bèlgica / EUA. 1965, llargmetratge dirigit per Ray Goossens)
- West and Soda (Itàlia 1965, primer llargmetratge de Bruno Bozzetto)

## Anys 70

### Evolució dels llargmetratges d'animació per adults i de les animacions contraculturals
Ralph Bakshi va pensar que la idea d'homes adults asseguts en cubicles i dibuixant papallones surant sobre un camp de flors, mentre els avions estatunidencs llançaven bombes al Vietnam i els nens corrien pels carrers, éra ridícula. Així, va voler crear un tipus d'animació sociopolítica, començant per Fritz the Cat (1972), inspirada en els còmics de Robert Crumb. Aquesta pel·lícula va ser el primer llargmetratge d'animació que va rebre una qualificació X. Tot i així, la classificació X es va utilitzar per promocionar la pel·lícula i es va convertir en la pel·lícula d'animació independent amb més recaptació de tots els temps, fins aleshores. Heavy Traffic (1973), un nou èxit de Bakshi, va convertir al director en el primer, després de Disney, que va estrenar dos llargmetratges d’animació d’èxit econòmic seguits. La pel·lícula, molt experimental, utilitzava una barreja artística de tècniques, amb fotografies fixes com a fons, en algunes parts, escenes d'acció real de models amb cares pintades i representades en negatiu, una escena representada en una animació molt limitada i només parcialment acolorida, dibuixos detallats, imatges d'arxiu i la majoria dels personatges animats amb un estil de dibuixos animats, excepte els últims deu minuts, que es van filmar completament com una pel·lícula d'acció real estàndard. Bakshi va seguir experimentant amb diferents tècniques en la majoria dels seus projectes següents, com ara: Hey Good Lookin' —acabat el 1975, però arxivat per Warner Bros. fins a la seva estrena el 1982, en una versió adaptada— o Coonskin (1975), pel·lícula que va ser acusada de racista, encara que en realitat el que pretenia era satiritzar sobre el racisme. Aquests dos projectes van tenir molt menys èxit, però van ser molt estimades posteriorment i es van arribar a convertir en autèntiques pel·lícules de culte.
Bakshi va tornar a conèixer l'èxit amb les pel·lícules de fantasia Wizards (1977) i The Lord of the Rings (1978). Les dues van utilitzaven la rotoscòpia per a les grans escenes de batalla. En Wizards, la tècnica es va utilitzar a partir d'imatges d'arxiu, com a solució als problemes pressupostaris, i es va presentar amb un estil psicodèlic i artístic. A The Lord of the Rings la rotoscopia es va convertir en el mitjà per crear una pel·lícula que Bakshi va descriure com «il·lustració real en contraposició als dibuixos animats», una pel·lícula que volia ser fidel a l'obra de Tolkien, amb material de referència rodat, amb actors disfressats, a Espanya. El telefilm més familiar The Return of the King (1979), de Rankin/Bass i Topcraft, es considera de vegades com una «seqüela no oficial» després que no es realitzés la segona part prevista per Bakshi. En realitat, Bakshi ja havia iniciat de forma independent la seva adaptació de la història a la televisió amb The hòbbit, estrenada el 1977.
La imaginativa producció franco-txeca de ciència-ficció El planeta fantàstic (1973) va ser guardonada amb el Gran Premi del jurat del Festival de Cannes de 1973, i el 2016 va ser classificada com la 36a millor pel·lícula d’animació de la història per Rolling Stone.
La producció britànica Watership Down (1978) va ser un gran èxit internacional. Presentava personatges animals amb un aspecte més realista que antropomòrfic, sobre fons d'aquarel·la. Malgrat els seus aspectes foscos i violents, va ser considerada apta per a totes les edats al Regne Unit i qualificada com PG als Estats Units.

### Anime europeo
La importació d'anime oferia sèries d'animació relativament barates, així que algunes emissores europees, pensant que l'animació era una cosa per a nens i nenes petites, van començar a programar sèries d'anime sense pensar-ho gaire. Aquest fet va provocar moltes crítiques ja que alguns programes es van considerar massa violents per als infants. Les adaptacions per a nens i nenes d'històries europees van tenir molt més èxit a Europa, amb títols populars com Heidi (1974) i L'abella Maia (1975).
A Europa només hi havia uns pocs estudis d'animació actius i posar en marxa un nou estudi requeria molt de temps, esforç i diners. Per als productors europeus interessats en les sèries d'animació, tenia sentit col·laborar amb els estudis japonesos, que podien oferir una animació assequible i de qualitat relativament alta. Amb tot, entre les produccions resultants d'aquella època destacaren Barbapapa (Països Baixos/Japó/França, 1973-1977), Wickie, el víking (Àustria/Alemanya/Japó, 1974), Una vegada hi havia... (França/Japó, 1978) i Doctor Snuggles (Països Baixos/Alemanya Occidental/Japó/Estats Units, 1979).

### Curtmetratges d'animació destacats
Els curtmetratges d'animació es van convertir sobretot en un mitjà gràcies al qual els animadors independents podien mostrar el seu talent en els festivals de cinema. Amb els grans estudis fora de joc, el premi de l'Oscar al millor curtmetratge d'animació i les nominacions dels anys 70 i 80 solien ser per a artistes relativament desconeguts.
La Linea (Itàlia, 1971, 1978, 1986) és una popular sèrie d'animació amb un personatge principal que consisteix en una deformació d'una línia blanca recta, que recorre la pantalla horitzontalment.
L'animador rus Iuri Norstein és considerat per molts no només el millor animador de la seva època, sinó el millor de tots els temps. Va estrenar un grapat de curtmetratges premiats en la dècada del 1970:
- Сеча при Керженце (1971) (literalment: La batalla de Kerjentse), en col·laboració amb Ivan Ivanov-Vano,
- Лиса и заяц (1973) (La guineu i la llebre)
- Цапля и журавль (1974) (literalment: La garsa i la grua).[114]
- Ёжик в тумане (1975) (literalment: Eriçó en la boira),
- Сказка сказок (1979) (literalment: Conte de contes).[115]

El 1981 va començar a treballar a The Overcoat (Шинель) i participa a la sèrie Winter Days (冬 の 日, 2003).

### Primers vídeos musicals animats
Tot i que la combinació de música i animació tenia una llarga tradició, va passar algun temps abans que l'animació formés part dels vídeos musicals, després que el mitjà es convertís en un gènere propi a mitjans de la dècada del 1970.
Halas i Batchelor van produir un vídeo animat per Love Is All (1974) de Roger Glover que es va emetre internacionalment durant dècades, sovint com a programa intersticial.
El vídeo musical Welcome to the Machine (1977) de Pink Floyd, animat per Gerald Scarfe, es va utilitzar inicialment com a teló de fons dels concerts.
Accidents Will Happen (1979), d'Elvis Costello, va ser realitzat per Annabelle Janckel i Rocky Morton, coneguts pels seus anuncis animats. Malgrat una recepció inicialment tèbia, el vídeo ha estat aclamat des de llavors.
Roger Mainwood i John Halas van crear un vídeo musical animat per Autobahn de Kraftwerk en 1979. El breu documental sense paraules Making it move... mostrava el procés de producció.
Un dibuix animat per Seaside Woman, de Linda McCartney, va ser realitzat per Oscar Grillo i va guanyar la Palma d'Or al millor curtmetratge al festival de Cannes de 1980.

## Anys 80

### El moment més baix de l'animació estatunidenca
L'animació per a la programació de TV dels Estats Units s'havia convertit en una fórmula, sovint basada en personatges coneguts d'altres mitjans, i amb gran part de la feina d'animació limitada subcontractada a companyies asiàtiques i mercats més barats. Diverses sèries d'animació per a nens podien considerar-se poc més que anuncis publicitaris, ja que es basaven en línies de joguines, com ara, He-Man and the Masters of the Universe (1983-1985) de Mattell i G.I. Joe (1983-1986) de Hasbro, The Transformers (1984-1987) i My Little Pony (1986-1987).
En retrospectiva, es considera que els llargmetratges de Disney van travessar una època fosca en les primeres dècades després de la mort de Walt Disney, el 1966 (tot i una sèrie d'èxits de taquilla més regulars que quan Disney era viu). El fracàs de The Black Cauldron (1985), realitzada amb un ambiciós pressupost, va suposar clarament un nou descens.

### Aspectes destacats de l’animació més ellà dels Estats Units
En comparació amb la producció d’animació dels Estats Units a principis dels anys vuitanta, les coproduccions d'anime i internacionals semblaven més imaginatives i més prometedores.
Un dels majors èxits televisius dels últims anys va ser Els Barrufets (1981-1989), produït per SEPP International, del belga Freddy Monnickendam, en col·laboració amb Hanna-Barbera. També van col·laborar amb èxit en Snorks (1984–1989) i Foofur (1986–1988). La producció de Bibifoc (Seabert), de Bzz Films (1984–1988), també va ser gestionada per SEPP.
Altres coproduccions internacionals destacades són Inspector Gadget (França/EUA, 1983) i El meravellós mag d'Oz (Canadà/Japó, 1986–1987).
Entre les noves sèries d'anime japoneses basades en material europeu figuren ニルスのふしぎな旅 (literalment: El misteriós viatge de Nils) (1980–1981) i スプーンおばさん (Mrs. Pepper Pot) (1983–1984).
L'anime, juntament amb el manga imprès, havia creat una enorme afició al Japó i es va convertir en una part important de la cultura dominant del país. Entre els molts gèneres de l'anime, el metxa (ciència-ficció amb robots gegants) es va convertir en una icona. El mercat relativament nou del vídeo domèstic va créixer molt i l'animació original en vídeo (OVA) es va convertir en un mitjà molt apreciat, sovint amb produccions de més qualitat que les realitzades per a la televisió. Als Estats Units, la situació era justament la contrària; l'estrena en vídeo era principalment un mitjà per a llançaments que no s'esperava que fossin prou populars com per justificar una estrena en sales de cinema o una emissió en televisió. Així, sovint es produïen amb un pressupost molt menor. Naturalment, el medi dels OVA s'adaptava al consum d'animació eròtica i pornogràfica. El primer llançament de pel·lícules OVA eròtiques va ser la sèrie ロリータアニメ (Lolita Anime) (febrer de 1984–maig de 1985), a la qual aviat va seguir la sèrie Cream Lemon (agost de 1984–2005). El gènere es va conèixer internacionalment com hentai i és famós per contenir sovint temes perversos, com el sexe entre menors d'edat, el sexe amb monstres i el sexe amb tentacles (originalment ideat com a mitjà per eludir les normes de censura japoneses).
L'anime, juntament amb el manga imprès, havia construït un enorme afició al Japó i s'havia convertit en una gran part de la cultura dominant del país. Entre els molts gèneres de l'anime, la mecha (ciència-ficció robot gegant) es va convertir en particularment icònica. El mercat de vídeo domèstic relativament nou va créixer molt gran i l’animació de vídeo original (OVA) es va convertir en un mitjà molt apreciat, sovint amb produccions de més qualitat que les realitzades per a televisió (a diferència dels Estats Units, on el vídeo directe era mitjà per a estrenes que no s'esperava que fossin prou populars com per justificar una publicació teatral o una emissió de televisió i, per tant, produïdes sovint amb un pressupost molt inferior). Naturalment, el mitjà OVA s'adaptava al consum d’animació eròtica i pornogràfica. El primer llançament d’OVA eròtics va ser la sèrie リリータアニ Anime (Anime Lolita) del febrer del 1984 al maig del 1985, seguida aviat de la sèrie Cream Lemon (agost del 1984 al 2005). El gènere es va conèixer internacionalment com a hentai i és famós per haver-hi sovint temes perversos, inclosos el sexe entre menors d’edat, el sexe de monstres i el sexe amb tentacles (originalment concebut com un mitjà per evitar les regulacions de la censura japoneses).
Els llargmetratges èpics d'Hayao Miyazaki Nausicaä de la Vall del Vent (1984), basats en el seu propi manga, i 天空の城ラピュタ (El castell al cel) (1986) són elogiats habitualment com algunes de les millors pel·lícules d'animació de tots els temps. El castell al cel va ser el primer llargmetratge de Studio Ghibli, fundat el 1985 per Miyazaki amb Isao Takahata i altres. Studio Ghibli va continuar el seu èxit amb la pel·lícula de Takahata sobre la Segona Guerra Mundial 火垂るの墓 (La tomba de les lluernes) (1988) i l'icònic となりのトトロ (El meu veí Totoro) de Miyazaki (1988) i 魔女の宅急便 (Kiki 's Delivery Service) (1989).

### Renaixement de l'animació estatunidenca
El 1982, Don Bluth, que havia deixat Disney el 1979, juntament amb altres nou animadors, va començar a competir amb el seu antic empresari als cinemes amb El secret de Nimh. La pel·lícula va obtenir l'aclamació de la crítica, però va tenir un èxit molt modest a la taquilla. En col·laboració amb Amblin Entertainment, de Steven Spielberg, An American Tail (1986) es va convertir en la pel·lícula d’animació no Disney amb més ingressos de l’època. The Land Before Time (1988) va tenir el mateix èxit, però els següents cinc llargmetratges de Bluth van fracassar.
Mighty Mouse: The New Adventures (1987–1989) va ser un dels primers programes de televisió d'animació que va recuperar la qualitat i l'originalitat dels dibuixos animats estatunidencs. Va ser produït per Ralph Bakshi i la primera temporada va ser supervisada per John Kricfalusi, amb molta llibertat perquè els artistes treballessin al seu propi estil. En lloc de fer un refús nostàlgic de la sèrie original de Terrytoons, va intentar recrear la qualitat i l’humor esbojarrat dels clàssics de Looney Tunes.
En els cinemes, l'èxit d'acció real i animació de Robert Zemeckis, Qui va enganyar a Roger Rabbit (1988), es remet a la comèdia de qualitat i esgarrifosa de l’època daurada dels dibuixos animats, amb cameos de moltes de les superestrelles d'aquella època, inclosos Mickey, Minnie, Donald, Goofy, Betty Boop, Droopy, Woody Woodpecker i els Bugs Bunny, l'Ànec Lucas, Porky, Piolín i Silvestre, amb veu de Mel Blanc. La pel·lícula va guanyar diversos Oscars i va ajudar a revifar l'interès pels llargmetratges d'animació i els dibuixos animats clàssics.
Tummy Trouble (1989), un dels curtmetratges d'animació de la sèrie Roger Rabbit (1989) va ser empaquetat amb la comèdia familiar d'acció real Honey, I Shrunk the Kids i es creu que va ajudar a la bona acollida d'aquella pel·lícula a la taquilla [107].
The Simpsons, de Matt Groening, va començar l'abril de 1987 com un programa de comèdia de dibuixos breus. The Tracey Ullman Show i va obtenir la seva pròpia comèdia de mitja hora el desembre de 1989. Es va convertir en un dels majors èxits de la història dels dibuixos animats i és la sèrie de televisió estatunidenca de major durada en horari de màxima audiència.
Tot i que els èxits de The Great Mouse Detective (1986) i Oliver and Company (1988) ja havien contribuït a que l'estudi Disney tornés al camí de l'èxit, la companyia es va fer d'or amb l’èxit rècord de taquilla The Little Mermaid (1989). Un pla per a la seqüència de l'arc de Sant Martí al final de La Sireneta va ser la primera peça d'animació d'un llargmetratge que es va crear amb el sistema Computer Animation Production System (CAPS) que Disney i Pixar havien muntat en col·laboració. Aquest sistema de tinta i pintura digital va substituir el costós mètode d’entintar i pintar els fotogrames a mà, i va proporcionar als cineastes noves eines creatives.
El 1990, el boom dels èxits animats s'anunciava com un retorn que podria rivalitzarr amb l'època daurada dels dibuixos animats.

### El cinema d'animació per adults
El musical de rock American Pop (1981) de Bakshi va ser un altre èxit, realitzat principalment amb la tècnica del rotoscopi en combinació amb alguns colors d’aigua, gràfics per ordinador, preses d’acció en viu i imatges d’arxiu. La seva següent pel·lícula, Fire and Ice (1983), va ser una col·laboració amb l'artista Frank Frazetta. Va ser una de les moltes pel·lícules del gènere d’espasa i bruixeria estrenades després de l'èxit de Conan the Barbarian (1982) i The Beastmaster (1982). Els crítics van apreciar els efectes visuals i les seqüències d'acció, però no el seu guió, i la pel·lícula va fracassar a la taquilla. Després de fracassar en diversos projectes, Bakshi es va retirar durant uns anys.
L’èxit de l’antologia canadenca Heavy Metal (1981) es va basar en els còmics publicats a la popular revista Heavy Metal i va ser coproduïda pel seu fundador. Les crítiques van ser variades i van considerar que la pel·lícula era desigual, juvenil i sexista. El 2000 es va estrenar una segona part Heavy Metal 2000 però no va ser benrebuda amb la qual cosa es va reimaginar com la sèrie de Netflix Love, Death & Robots, el 2019.
La pel·lícula d'òpera rock fosca Pink Floyd–The Wall (1982) contenia 15 minuts de fragments animats dibuixats pel britànic Gerald Scarfe, que ja havia dissenyat il·lustracions relacionades per al disc de 1979 i la gira de concerts del 1980-81. Alguns dels materials animats de la pel·lícula es van utilitzar prèviament per al vídeo musical d'«Another Brick in the Wall: Part 2» del 1979 i per a la gira. Scarfe també havia realitzat animacions per a la gira In the Flesh Tour de 1977 de Pink Floyd.
L'exitosa pel·lícula britànica de desastres nuclears When the Wind Blows (1986) mostrava personatges dibuixats a mà sobre fons reals, amb stop-motion per als objectes que es movien.
El violent anime ciberpunk postapocalíptic Akira (1988) va augmentar la popularitat de l'anime fora del Japó i ara es considera un clàssic.

### MTV i vídeos animats
La MTV es va llançar el 1981 i va popularitzar encara més el mitjà de vídeo musical, permetia una expressió artística i unes tècniques creatives relativament àmplies, ja que tots els implicats volien que el seu vídeo destaqués. Molts dels vídeos musicals més cèlebres dels anys vuitanta incloïen animació, sovint creada amb tècniques diferents de l'animació estàndard. Per exemple, l'emblemàtic videoclip Sledgehammer (1986) de Peter Gabriel presentava animació amb plastilina, pixelació i stop motion d'Aardman Animations i dels germans Quay.
Take On Me (1985) d'A-ha és famós per combinar l'acció en viu amb l'animació realista a llapis de Michael Patterson. El vídeo va ser dirigit per Steve Barron, que també dirigiria el revolucionari Money for Nothing, de Dire Straits, animat per ordinador el mateix any. El vídeo d'A-ha es va inspirar en la pel·lícula Commuter (1984) d'Alex Patterson, que va atreure l'atenció dels executius de registres de Warner Bros i es tornaria a utilitzar en part per al vídeo Train of Thought de A-ha.
Patterson també va dirigir Opposites Attract de Paula Abdul (1989), amb la seva creació animada MC Skat Kat.
The Harlem Shuffle (1986) de The Rolling Stones presentava elements animats dirigits per Ralph Bakshi i John Kricfalusi, creats en poques setmanes.
Les cortinetes originals de l'allunatge de la lluna de MTV van ser retirades a principis de 1986 arran del desastre del Challenger. MTV va impulsar aleshores la seva imatge artística postmoderna mitjançant un munt de cortinetes experimentals, la majoria d'elles animades. Els animadors normalment no solien estar acreditats, però eren lliures de treballar amb els seus propis estils identificables. Per exemple, la contribució de l'animador canadenc Danny Antonucci presentava anònimament el seu personatge Lupo the Butcher al qual se li permetia pronunciar les seves divagacions psicòtiques.
A partir de 1987, la MTV va comptar amb un departament d'animació dedicat i va començar a introduir, a poc a poc, més animació entre la seva programació relacionada amb la música. Els Microtoons de Bill Plympton són un primer exemple.

## Anys 90
La Bella i la Bèstia (1991) de Disney, primera pel·lícula d'animació de la història a ser nominada a l'Oscar a la millor pel·lícula, Aladdin (1992) i El rei lleò (1994) van batre successivament rècords de taquilla. Pocahontas (1995), El geperut de Notre Dame (1996), Mulán (1998) i Tarzan (1999) no van superar a El rei lleò com a pel·lícula d'animació més taquillera de tots els temps, però tot i així van tenir un gran èxit al recaptar més de 300 milions de dòlars a tot el món. Les pel·lícules estrenades durant aquest període es consideren part del Renaixement de Disney o de la Segona Edat d'Or. Només la seqüela The Rescuers Down Under (1990) i Hercules (1997) van superar les expectatives. A partir de 1994, Disney va continuar produint seqüeles de llargmetratges de títols reeixits, però només com a llançaments directes per vídeo.
L'èxit d'el Renaixement Disney va atreure l'atenció de molts estudis d'animació i de cinema. Els principals estudis van crear noves divisions d'animació, com Amblimation, Fox Animation Studios o Warner Bros Feature Animation, per replicar l'èxit de Disney convertint les seves pel·lícules d'animació en musicals a l'estil Disney.
L'influent The Ren & Stimpy Show (1991-1995), de John Kricfalusi, va aconseguir un gran èxit. Durant un temps va ser el programa de televisió per cable més popular dels Estats Units. Tot i estar programat com a dibuix animat en horari infantil, va ser notòriament controvertit pel seu humor negre, les seves insinuacions sexuals, els seus acudits per a adults i el seu valor de xoc.
L'enorme èxit de The Simpson i The Ren & Stimpy Show va impulsar sèries més originals i relativament atrevides, com South Park (des de 1997), King of the Hill (1997-2010), Family Guy (des de 1999) i Futurama (1999-2003).
L'ús de l'animació en MTV va augmentar quan el canal va començar a fer cada vegada més programes que no encaixaven realment en la seva denominació de "televisió musical". Liquid Television (1991 a 1995) presentava col·laboracions creades majoritàriament per animadors independents específicament per al programa i va donar lloc a les sèries separades Æon Flux i Beavis and Butt-Head (1993-1997). Altres sèries de dibuixos animats de la dècada de 1990 en MTV van ser The Head (1994-1996) i The Maxx (1995), ambdues sota la marca MTV 's Oddities. El 2001, MTV va tancar el seu departament d'animació, va començar a subcontractar les seves sèries animades i va acabar important programes de xarxes associades.
L'1 d'octubre, de 1992, es va llançar als Estats Units el canal de cable de 24 hores Cartoon Network, al que aviat van seguir les seves primeres versions internacionals. Al principi, la programació consistia en dibuixos animats clàssics dels catàlegs de Warner Bros., MGM, Fleischer, Famous i Hanna-Barbera. De 1996 a 2003, es van emetre noves sèries originals com Cartoon Cartoons i es van introduir els populars títols Dexter 's Laboratory (1996-2003), Johnny Bravo (1997-2004), Cow and Chicken (1997-1999), I Am Weasel (1997- 2000), The Powerpuff Girls (1998-2005) i Ed, Edd n Eddy (1999-2009).
L’animació televisiva per a nens també va continuar creixent als Estats Units a través de canals de cable especialitzats com Nickelodeon, Disney Channel, Disney XD, PBS Kids i en franges horàries sindicades.

## Anys 2000–2010: a l'ombra de l'animació per ordinador
Després de l'èxit de Toy Story (1995) de Pixar i Shrek (2001) de DreamWorks Animation, l'animació per ordinador va esdevenir la tècnica d'animació dominant als Estats Units i en molts altres països. Fins i tot l'animació que semblava tradicional es creava, cada vegada més, totalment amb ordinadors. El 2004, només petites produccions seguien sent creades únicament amb tècniques tradicionals.
En les primeres dècades del segle XXI també es va generalitzar el cinema 3D a les sales de cinema. El procés de producció i l'estil visual de les imatges generades per ordinador (CGI) es prestaven perfectament a la visualització en 3D, molt més que els estils i mètodes d'animació tradicionals. A més, moltes pel·lícules d'animació tradicional podien ser molt efectives en 3D. Disney va estrenar amb èxit una versió en 3D del Rei Lleó el 2011, seguida de La Bella i la Bèstia en 2012. Una versió en 3D de La Sireneta que estava prevista es va cancel·lar quan La Bella i la Bèstia i dos títols de Pixar convertits a 3D no van tenir prou èxit a la taquilla.

### Disney – Pixar
Disney va començar a produir els seus propis llargmetratges d'animació per ordinador d'estil 3D amb Dinosaure i Chicken Little, però va seguir realitzant llargmetratges d'animació amb mètodes tradicionals: The Emperor 's New Groove (2000), Atlantis: The Lost Empire (2001), Lilo & Stitch (2002), Treasure Planet (2002), Brother Bear (2003) i Home on the Range (2004).
Treasure Planet i Home on the Range van ser dos grans fracassos, tot i comptar amb grans pressupostos. Després d'aquestes dues derrotes, semblava que Disney continuaria només amb l'animació per ordinador en 3D. L'anàlisi financera de 2006 va demostrar que Disney havia perdut diners amb les seves produccions d'animació dels deu anys anteriors. Mentrestant, els llargmetratges CGI de Pixar funcionaven molt bé. Per donar un gir a la situació, Disney va adquirir Pixar el 2006, i va posar el control creatiu, tant de Pixar com de Walt Disney Animation Studios, en mans de John Lasseter, de Pixar, com a part de l'acord. Els estudis, però, seguirien sent entitats legals separades. Sota el comandament de Lasseter, l'estudi Disney va desenvolupar projectes d'animació tant d'estil tradicional com d'estil 3D.
El curtmetratge How to Hook Up Your Home Theater (2007) va posar a prova els nous processos d'animació, veient si es podien utilitzar per aconseguir un aspecte similar al dels dibuixos animats de les dècades del 1940 i 1950, amb Goofy tornant al seu paper d'«home comú» en la seva primera aparició en solitari després de 42 anys.
El llargmetratge Tiana i el gripau (2009), de Ron Clements i John Musker, va tenir un èxit comercial moderat i de crítica, però no va ser el gran èxit de les funcions tradicionals que l'estudi esperava que fos. La major part del seu fracàs, segons es va dir pels analistes, va ser perquè l'ús de la paraula 'princesa' en el títol original en anglés, va fer que els potencials espectadors pensessin que era una pel·lícula només per a nenes i antiquada.
Winnie the Pooh (2011) també va rebre crítiques favorables, però va fracassar igualment a la taquilla i es va convertir en l'últim llargmetratge tradicional de Disney fins a la data. Frozen (2013) va ser concebuda originalment a l'estil tradicional, però es va passar a CGI en 3D per poder crear certs elements visuals necessaris i es va convertir en el major èxit de Disney en el seu moment. Va superar tant El Rei Lleó com Toy Story 3 i es va convertir en la pel·lícula d'animació més taquillera de tots els temps. Va guanyar l'Oscar a la millor pel·lícula d'animació.

### Anime
Més enllà dels EUA, l’animació tradicional, dibuixada a mà, va continuar sent popular. Sobretot al Japó, on l'anime d’estil tradicional era encara la tècnica dominant. La popularitat de l’anime va continuar augmentant al Japó, a nivell nacional, amb un rècord de 340 sèries d'anime emeses per televisió el 2015, així com a nivell internacional, amb blocs dedicats a l'animació, com ara, Toonami, emés pels canals Cartoon Network (1997-2008) o el programa Adult Swim (des del 2012) i amb serveis de streaming com Netflix i Amazon Prime que concedeixen llicències i produeixen una quantitat cada vegada més gran d'anime.
Ghibli va continuar el seu enorme èxit amb Spirited Away de Miyazaki (2001), ハウルの動動城 (Howl’s Moving Castle) (2004), 崖の上のポニョ(Ponyo) (2008) i 風立ちぬ (The Wind Rises) (2013) i també amb altres títols de Hiromasa Yonebayashi, com 借りぐらしのアリエッティ (The Secret World of Arrietty) (2010), totes elles amb una recaptació de més de 100 milions de dòlars a tot el món i figurant en el top 10 de les pel·lícules d'anime més taquilleres de tots els temps (fins al 2020). かぐや姫の物語 (The Tale of the Princess Kaguya) (2013) del director Takahata va ser nominada a l’Oscar al millor llargmetratge d’animació i a molts altres premis.
Makoto Shinkai va dirigir 君の名は。(Your Name) (2016, pel·lícula d’anime amb més recaptació de tots els temps a nivell internacional) i 天気の子 (Weathering with You) (2019).

## Comparació amb l'Stop-motion
Després dels treballs pioners d'artistes com J. Stuart Blackton, Segundo de Chomón i Arthur Melbourne-Cooper, l'stop motion es va convertir en una branca de l'animació amb molt menys pes que l'animació dibuixada a mà o l'animació per ordinador. No obstant això, va haver moltes pel·lícules i sèries de televisió d'stop motion que van tenir èxit. Entre els animadors que han treballat amb titelles animades, els majors elogis han estat per noms com Wladyslaw Starewicz, George Pal i Henry Selick. Entre els títols més populars que utilitzen animació de plastilina es troben Gumby (1953), Mio Mao (1970), The Red and the Blue (1976), Pingu (1990-2000) i moltes produccions d'Aardman Animations com Morph (1977) o Wallace and Gromit (1989).
En mans de cineastes influents com Jan Svankmajer o els germans Quay, l'stop motion ha estat un mitjà altament artístic. Més enllà de l'animació abstracta, el cinema absolut i l'animació directa, l'animació (figurativa) dibuixada a mà ha tingut 'relativament' menys associacions amb l'ús artístic.
Fins que va ser substituït en gran manera pels efectes animats per ordinador, l'stop motion va ser també una tècnica popular per als efectes especials en les pel·lícules d'acció real. El pioner Willis O'Brien i el seu protegit Ray Harryhausen van animar molts monstres i criatures per a les pel·lícules d'acció real de Hollywood, utilitzant models o titelles amb armadures. En comparació, l'animació dibuixada a mà s'ha combinat amb relativa freqüència amb l'acció real, però normalment de forma òbvia i sovint utilitzada com un truc sorprenent que combina un món real i un món de fantasia o de somni. Només molt ocasionalment s'ha utilitzat l'animació dibuixada a mà com a efectes especials convincents com, per exemple, en el clímax de Highlander (1986).

## Comparació amb l'animació amb retalls
Les tècniques d'animació retallada o d'animació amb retalls es van utilitzar amb relativa freqüència en les pel·lícules d'animació fins que l'animació cel es va convertir en la tècnica estàndard (al menys als Estats Units). Els primers llargmetratges d'animació, de Quirino Cristiani i Lotte Reiniger, eren animacions retallades. Abans de 1934, l'animació japonesa utilitzava sobretot tècniques de retallada en lloc de l'animació cel, perquè el cel·luloide era massa car.
Atès que els retalls d'aquestes produccions solen estar dibuixats a mà i que algunes produccions combinen diverses tècniques d'animació, l'animació amb retalls pot tenir de vegades un aspecte molt similar al de l'animació tradicional dibuixada a mà.
Encara que a vegades s'utilitza com a mètode d'animació senzill i barat en els programes infantils (per exemple, en Ivor the Engine), l'animació amb retalls ha seguit sent un mitjà, en general, artístic i experimental en mans, per exemple, de Harry Everett Smith, Terry Gilliam i Jim Blashfield.
Avui dia, l'animació amb retalls es produeix amb freqüència mitjançant ordinadors, amb imatges escanejades o gràfics vectorials que substitueixen els materials tallats físicament. South Park és un exemple notable de la transició, ja que el seu episodi pilot es va realitzar amb retalls de paper abans de passar als programes informàtics. Les eleccions estilístiques similars i les barreges amb diferents tècniques en l'animació per ordinador han fet més difícil diferenciar entre els estils d'animació "tradicional", de retallada o mitjançant Flash.

## Animació per ordinador
Els primers experiments amb ordinadors per generar imatges (abstractes) en moviment es duen a terme a partir dels anys 40. El primer joc electrònic interactiu què es té constància es va desenvolupar el 1947, preparant el terreny per a un mitjà que pot considerar-se una branca interactiva de l'animació per ordinador (que és molt diferent de les pel·lícules d'animació). El 9 de novembre de 1961 es va emetre a la televisió nacional sueca una breu animació vectorial d'un cotxe recorrent una autopista planificada. El 1968, físics i matemàtics soviètics van crear un model matemàtic per al moviment d'un gat, amb el qual van produir un curt d'animació.
A partir de la dècada de 1970, el processament digital d'imatges i les imatges generades per ordinador, incloses les primeres animacions de models tridimensionals, es van utilitzar ocasionalment en anuncis publicitaris, així com per a la representació de tecnologia informàtica futurista en grans produccions de Hollywood (inclosa La guerra de les galàxies). El 1971 es comercialitza el primer videojoc comercial (que funciona amb monedes). A l'any següent, Pong, d'Atari, Inc., amb gràfics bidimensionals molt senzills, va ser un gran èxit. Des de 1974 s'organitzen les convencions anuals SIGGRAPH per mostrar els avenços actuals i les noves investigacions en el camp dels gràfics per ordinador.
L'animació 3D va començar a tenir més impacte cultural en la dècada de 1980, com es va demostrar en la pel·lícula Tron (1982) i en el vídeo musical de Money for Nothing (1985) dels Dire Straits. El concepte, fins i tot, va donar lloc a un popular personatge d'IA animat en 3D: Max Headroom.
Durant la dècada de 1990, l'animació en 3D es va anar generalitzant, especialment en els videojocs, i finalment va tenir un gran avanç en 1995 amb l'èxit cinematogràfic de Pixar, Toy Story.
L'animació 3D més o menys fotorealista s'ha utilitzat per a efectes especials en anuncis i pel·lícules des de la dècada de 1980. Els efectes més avançats es van veure en Terminator 2: Judgment Day (1991) i Parc Juràssic (1993). Des d'aleshores, les tècniques s'han desenvolupat fins al punt que la diferència entre la CGI i la cinematografia d'acció real poques vegades és òbvia. Els cineastes poden barrejar els dos tipus d'imatges sense problemes amb la cinematografia virtual. Matrix (1999) i les seves dues seqüeles solen considerar-se pel·lícules pioneres en aquest camp.
A causa de la complexitat de les funcions del cos humà, les emocions i les interaccions, les pel·lícules amb papers importants per a personatges humans d'aspecte realista totalment animats en 3D han estat escasses. Com més realista és un personatge de CGI, més difícil és crear els matisos i detalls d'una persona viva, i major és la probabilitat que el personatge fracasi. Entre les pel·lícules que han intentat crear éssers humans d'aspecte realista es troben Final Fantasy: The Spirits Within (2001), Final Fantasy: Advent Children (2005), The Polar Express (2004), Beowulf (2007) i Resident Evil: Degeneration (2009).
La creació de mons virtuals permet l'animació en temps real a la realitat virtual, un mitjà amb el qual es porta experimentant des de 1962 i que va començar a veure aplicacions comercials d'entreteniment en la dècada de 1990.
En les primeres dècades de segle xxi, les tècniques d'animació per ordinador es van anar imposant a poc a poc a l'animació cel tradicional. Per recrear l'apreciat aspecte de l'animació tradicional a les tècniques d'animació 3D, es van desenvolupar les tècniques de cel-shading. El veritable cel-shading en temps real es va introduir per primera vegada l'any 2000 amb Jet Set Ràdio de Sega per a la seva consola Dreamcast.

## Primícies de l'animació
| Curs | Assoliment | Pel·lícula                                          | Notes |
| ---- | --- | --------------------------------------------------- | --- |
| 1917 | Llargmetratge | El Apóstol                                          | Creat amb animació retallada; es considera perdut |
| 1926 | Llargmetratge | The Adventures of Prince Achmed                     | Llargmetratge d'animació conservat més antic, animació de silueta retallada |
| 1919 | Filmat en rotoscòpia | The Clown's Pup                                     | Curtmetratge |
| 1924 | So sincronitzat amb la pel·lícula                                                                                              | Oh Mabel                                            | Curtmetratge. Es va emprar el sistema Phonofilm de Lee de Forest. Cap dels personatges parlen a la pantalla. |
| 1926 | Animació de diàlegs | My Old Kentucky Home                                | Curtmetratge. Es va emprar el sistema Phonofilm de Lee de Forest. Un gos parla i diu: «Seguiu la pilota i uniu-vos a tothom!» |
| 1930 | Filmat en Technicolor | King of Jazz                                        | En aquesta pel·lícula d'acció real apareix una seqüència de tres minuts de dibuixos animats produïda per Walter Lantz, filmada en Technicolor |
| 1930 | Technicolor en un curt d'animació                                                                                              | Fiddlesticks                                        | Estrenat l’agost de 1930, aquest curtmetratge produït per Ub Iwerks és el primer dibuix animat en colors. |
| 1930 | Llargmetratge d' animació (stop-motion) de titelles                                                                            | The Tale of the Fox                                 | |
| 1931 | Llargmetratge de so | Peludópolis                                         | |
| 1932 | Filmat en tres tires Technicolor                                                                                               | Flowers and Trees                                   | Pel·lícula curta |
| 1937 | Primera pel·lícula filmada amb la càmera multiplà de Disney                                                                    | The Old Mill                                        | Pel·lícula curta. Un antecessor de la tècnica multiplà ja s'havia utilitzat per a Les aventures del príncep Achmed. Ub Iwerks havia desenvolupat una primera versió de la càmera multiplana el 1934 per al seu dibuix animat The Headless Horseman Comicolor. |
| 1937 | Llargmetratge filmat en tres tires Technicolor                                                                                 | Snow White and the Seven Dwarfs                     | |
| 1940 | So estereofònic | Fantasia                                            | Gravat amb Fantasound amb 33 micròfons de vuit canals, tot i que la reproducció de Fantasound multicanal als cinemes va ser finalment més limitada del previst                                                                                                |
| 1942 | Primera pel·lícula amb animació limitada                                                                                       | The Dover Boys                                      | Curtmetratge |
| 1951 | Primeres pel·lícules en animació 3D                                                                                            | Now is the time - To put on your glasses            | Curtmetratges estereoscòpics abstractes de doble tira de Norman McLaren per al Festival de Gran Bretanya. |
| 1951 | Primeres pel·lícules en animació 3D                                                                                            | Around is around                                    | Curtmetratges estereoscòpics abstractes de doble tira de Norman McLaren per al Festival de Gran Bretanya. |
| 1953 | Primer dibuix animat presentat en format panoràmic                                                                             | Toot, Whistle, Plunk and Boom                       | Curtmetratge |
| 1955 | Primera pel·lícula animada en format panoràmic                                                                                 | Lady and the Tramp                                  | |
| 1955 | Primera sèrie de televisió stop-motion                                                                                         | The Gumby Show                                      | |
| 1956 | Primera sèrie de televisió animada als Estats Units en horari principal                                                        | CBS Cartoon Theatre                                 | Recopilació de sèries de televisió |
| 1957 | Primera sèrie de televisió d’animació emesa en color                                                                           | Colonel Bleep                                       | Sèries de televisió |
| 1959 | Syncro-Vox | Clutch Cargo                                        | Sèries de televisió |
| 1960 | Procés de xerografia (substitució de l'entintat manual)                                                                        | Goliath II                                          | Curtmetratge |
| 1960 | Primera comèdia de situació animada en horari principal                                                                        | The Flintstones                                     | Sèries de televisió |
| 1961 | Llargmetratge mitjançant procés de xerografia                                                                                  | One Hundred and One Dalmatians                      | |
| 1964 | Primer llargmetratge basat en un programa de televisió                                                                         | Hey There, It's Yogi Bear!                          | |
| 1969 | Primer llargmetratge animat que es considera de classificació X                                                                | A Thousand and One Nights                           | Èxit d’anime japonès. Ja s'havien fet animacions pornogràfiques per al fenaquistoscopi i el curtmetratge Buried Treasure amb Eveready Harton (vers 1928) |
| 1978 | Primera animació amb so Dolby                                                                                                  | Watership Down                                      | |
| 1983 | Llargmetratge 3D: tècnica estereoscòpica                                                                                       | Abra Cadabra                                        | |
| 1983 | Pel·lícula animada que conté imatges generades per ordinador                                                                   | Rock and Rule                                       | |
| 1983 | Sèries de televisió d'animació amb so estèreo                                                                                  | Inspector Gadget                                    | |
| 1985 | Primera pel·lícula d'animació feta amb plastilina                                                                              | The Adventures of Mark Twain                        | |
| 1988 | Primer llargmetratge que mescla acció real en viu i dibuixos animats                                                           | Who Framed Roger Rabbit                             | |
| 1989 | Primera animació per televisió que s'emet en so Dolby Surround.                                                                | Hanna-Barbera's 50th: A Yabba Dabba Doo Celebration | |
| 1990 | Produït sense càmera Llargmetratge amb tinta digital i pintura                                                                 | The Rescuers Down Under                             | Primer llargmetratge completament produït amb el sistema de producció d’animació per ordinador de Disney |
| 1991 | Primera pel·lícula d’animació nominada a l'Oscar a la millor pel·lícula                                                        | Beauty and the Beast                                | Des del 2019 cap pel·lícula d’animació no ha guanyat el premi a la millor pel·lícula. |
| 1994 | Sèries de televisió animades per CGI                                                                                           | Insektors                                           | |
| 1995 | Llargmetratge totalment animat amb ordinadors Llargmetratge CGI amb classificació G                                            | Toy Story                                           | |
| 1995 | Sèries de televisió d'animació que s'emetran a Dolby Surround                                                                  | Pinky and the Brain                                 | |
| 1997 | Primera sèrie d'animació produïda per a Internet. Sèries d' animació flash                                                     | The Goddamn George Liquor Program                   | |
| 1999 | Primera pel·lícula IMAX animada                                                                                                | Fantasia 2000                                       | |
| 2001 | Animació de captura de moviment Pel·lícula d'animació CGI classificada PG-13                                                   | Final Fantasy: The Spirits Within                   | |
| 2001 | Primer Oscar a la millor pel·lícula d'animació                                                                                 | Shrek                                               | Monsters, Inc. i Jimmy Neutron: Boy Genius també van ser nominats. |
| 2002 | Sèries de televisió animades per Flash                                                                                         | ¡Mucha Lucha!                                       | |
| 2003 | Primera pel·lícula d'animació Flash                                                                                            | Wizards and Giants                                  | |
| 2004 | Animació amb ombra cel | AppleseedSteamboy                                   | |
| 2004 | Primera pel·lícula animada completament mitjançant captura de moviment .                                                       | The Polar Express                                   | |
| 2005 | Funció filmada amb càmeres fotogràfiques digitals                                                                              | Corpse Bride                                        | |
| 2007 | Funció animada digitalment per una persona                                                                                     | Flatland                                            | |
| 2007 | Presentat en so envoltant 7.1                                                                                                  | Ultimate Avengers                                   | Llançament de Blu-ray |
| 2008 | Llargmetratge dissenyat, creat i estrenat exclusivament en 3D                                                                  | Fly Me to the Moon                                  | |
| 2009 | Personatge stop-motion animat mitjançant prototipatge ràpid                                                                    | Coraline                                            | |
| 2009 | Primer llargmetratge produït directament en 3D estereoscòpic en lloc de convertir-se en 3D després de completar-lo amb InTru3D | Monsters vs. Aliens                                 | |
| 2010 | Primer llargmetratge d'animació que va guanyar més de mil milions de dòlars a tot el món Llargmetratge amb so surround 7.1     | Toy Story 3                                         | |
| 2012 | Primera pel·lícula stop-motion que va utilitzar la tecnologia d'impressió 3D en color per a models                             | ParaNorman                                          | |

## Altres desenvolupaments per regió

### Amèrica

#### Història de l’animació cubana
- 1970: Juan Padrón va crear el personatge d'Elpidio Valdés, protagonista d'una llarga sèrie de curts i dues pel·lícules.
- 1985: Juan Padrón, ¡Vampiros en la Habana!
- 1992: S'afegeix la categoria d'animació al Festival Internacional del Nuevo Cine Latinoamericano.

#### Història de l’animació mexicana
- 1935: Alfonso Vergara produeix Paco Perico en premier, un curtmetratge d’animació.
- 1974: Fernando Ruiz produeix Los tres reyes magos, el primer llargmetratge d’animació de Mèxic.
- 1977: Anuar Badin crea la pel·lícula Los supersabios, basada en el còmic del mateix títol.
- 1983: Roy del espacio
- 2003: Ánima Estudios llança Magos y gigantes un llargmetratge d’animació després de molts anys d’aturada a la indústria del país.

#### Animació moderna als Estats Units (a partir de 1986)
- Èxit de les sèries animades de Disney: The Disney Afternoon (1985–1997).
- Col·laboracions de Steven Spielberg amb Warner Bros. Animation (1990-1999).
- Davallada dels dibuixos animats del dissabte al matí als anys noranta.
- Adult Swim, el bloc d'animació en horari nocturn de Cartoon Network esdevé immensament popular i condueix a un ressorgiment dels curtmetratges d'animació per a adults.
- Reestrena de pel·lícules de Disney (2009-2018). (2009-2018).

### Europa

#### Història de l'animació estoniana
L'animació estoniana va començar a despuntar a la dècada de 1930.
- 1931 – The Adventures of Juku the Dog, primer curtmetratge d’animació estonià.
- Anys 1950: fundació de la divisió d'animació de titelles de Tallinnfilm per Elbert Tuganov
- Anys 70: fundació de la divisió d'animació dibuixada, Joonisfilm, de Rein Raamat

#### Història de l’animació italiana
- 1914: Primer ús de l’animació stop-motion com a efectes especials a Cabiria
- 1936: Le avventure di Pinocchio, pel·lícula inacabada, considerada perduda
- 1949: S'estrenen les dues primeres pel·lícules italianes d’animació: La Rosa di Bagdad dirigida per Anton Gino Domeneghini i I fratelli Dinamite dirigida per Nino Pagot
- 1962: neix l’art i la indústria italiana de dibuixos animats (La Linea, Mio Mao, Calimero...).
- 1977: El clàssic italià animat, Allegro non troppo, és alhora una paròdia i un homenatge a Fantasia de Disney; es tracta de l’obra més ambiciosa del director Bruno Bozzetto i el seu tercer llargmetratge d’animació, després de West and Soda, un animat Spaghetti Western, i VIP, mio fratello superuomo, una paròdia de superherois. Bozzeto també va dirigir diversos curtmetratges notables, inclosos Mr. Rossi i Grasshoppers (Cavallette), ambdós nominats a l'Oscar.[134]
- 2001: Magic Bloom, el pilot de Winx Club
- 2004: Winx Club, produït per Rainbow S.p.A.
- 2009: Huntik: Secrets & Seekers
- 2016: Regal Academy

#### Història de l'animació a Croàcia (a l'antiga Iugoslàvia)
- 1953: Zagreb Film inaugura l'escola d'animació de Zagreb.
- 1975: Škola Animiranog Filma Čakovec (ŠAF) inaugura l'escola d'animació de Čakovec.

### Àsia
L'animació formava part del cinema xinès ja a la dècada de 1920, tal com es veu a les pel·lícules existents. Es creu que Princess Iron Fan (1941), dels germans Wan, és el primer llargmetratge d’animació de la Xina. Altres països, com ara, Japó (anime), Índia, Iran o Malàisia han donat lloc a importants escoles i treballs d'animació.

### Oceania

#### Història de l’animació australiana
Cal considerar, com amínim, tres estudis d'animació australians: Animal Logic, Yoram Gross, Flying Bark Productions, els quals van donar lloc a produccions com les següents,
- 1977: Dot and the Kangaroo
- 1979: The Little Convict
- 1982: The Seventh Match (també conegut com Sarah)
- 1984: The Camel Boy
- 1984: Epic: Days of the Dinosaurs (també conegut com EPIC)
- 1991: The Magic Riddle
- 1992: Blinky Bill: The Mischievous Koala
- 1992: FernGully: The Last Rainforest
- 2000: The Magic Pudding
- 2006: Happy Feet (3D)

#### Història de l'animació de Nova Zelanda
Weta Digital és una empresa d’efectes visuals digitals amb seu a Wellington, Nova Zelanda. Va ser fundada per Peter Jackson, Richard Taylor i Jamie Selkirk el 1993 per produir efectes especials digitals per a Heavenly Creatures.
Algunes pel·lícules destacades de producció neozelandesa poden ser,
- 1986: Footrot Flats: The Dog's Tale
- 2015: 25 April
- 2019: Mosley

## Media
- Seqüela de 1921 de Gertie the Dinosaur (1914) de Winsor McCay, la primera historieta amb animació amb personatges.

## Treballs referenciats

### Recursos en línia
- Ball, Ryan. «Oldest Animation Discovered In Iran» (en anglès americà), 12-03-2008. [Consulta: 19 abril 2021].
- «Burnt City animation VL».   Neil Cohn, 15-02-2006. [Consulta: 19 abril 2021].
- «Escenes de lluita, Egipte. Fotografia d'Erich Lessing.». Arxivat de l'original el 19 d’abril 2021. [Consulta: 19 abril 2021].